# ツキノ芸能プロダクション
ツキノ芸能プロダクション（ツキノげいのうプロダクション）は、ムービックが発売するCDシリーズおよびその他メディアミックス作品において登場する架空の芸能事務所である。通称は「ツキノプロ」「ツキプロ」。

## 概要
2012年にプロジェクトが開始された『ツキウタ。』シリーズにおいて登場する男女各12名のアイドル達が所属する芸能事務所であるが、後の派生グループも同様に所属しているという設定がとられている。社長は月野尊で、設定上の所在地は東京都板橋区弥生町（ムービックの現住所と同じ）。
特にSolidS、QUELL、SOARA、Growthまでの、『ツキウタ。』登場ユニットより後に生まれたグループは「後続組」「後続ユニット」などと称される（この4組以降のグループはシリーズ開始期間が離れているため、後続組には数えられないことが多い）。
所属アイドルの特徴として、各々のメンバーあるいはグループの曲は基本的に規定の作曲家が担当していること、多くのキャラクターの年齢が現実世界と並行して上がっていくことなどが挙げられる。
また2.5次元の芸能事務所を謳っており、所属タレントの担当声優がイベント等で露出することが多いほか、CDやアニメのみならず舞台の上演や現実世界での新人育成プロジェクトといった様々なメディアミックスが展開されている。
CD・DVDなどの関連商品の発売日は一般的な水曜日ではなく、一貫して金曜日に発売されるのが特徴となっている。

## シリーズ・キャラクター

### ツキウタ。シリーズ
| 担当月                              | キャラクター                        | 担当声優                            | 担当作曲家                          |
| Six Gravity（シックスグラビティー） | Six Gravity（シックスグラビティー） | Six Gravity（シックスグラビティー） | Six Gravity（シックスグラビティー） |
| ----------------------------------- | ----------------------------------- | ----------------------------------- | ----------------------------------- |
| 12                                  | 師走 駆（しわす かける）            | 梶裕貴                              | さつき が てんこもり                |
| 1                                   | 睦月 始（むつき はじめ）            | 鳥海浩輔                            | マチゲリータ                        |
| 2                                   | 如月 恋（きさらぎ こい）            | 増田俊樹                            | 虹原ぺぺろん                        |
| 3                                   | 弥生 春（やよい はる）              | 前野智昭                            | ゆうゆ                              |
| 4                                   | 卯月 新（うづき あらた）            | 細谷佳正                            | 蝶々P                               |
| 5                                   | 皐月 葵（さつき あおい）            | KENN                                | Nem                                 |
| Procellarum（プロセラルム）         |                                     |                                     |                                     |
| 6                                   | 水無月 涙（みなづき るい）          | 蒼井翔太                            | ゆよゆっぺ                          |
| 7                                   | 文月 海（ふづき かい）              | 羽多野渉                            | ひとしずく×やま△                    |
| 8                                   | 葉月 陽（はづき よう）              | 柿原徹也                            | うたたP                             |
| 9                                   | 長月 夜（ながつき よる）            | 近藤隆                              | じょん                              |
| 10                                  | 神無月 郁（かんなづき いく）        | 小野賢章                            | takamatt                            |
| 11                                  | 霜月 隼（しもつき しゅん）          | 木村良平                            | きくお                              |
| Fluna（フルーナ）                   |                                     |                                     |                                     |
| 12                                  | 聖 クリス（ひじり くりす）          | 金元寿子                            | さつき が てんこもり                |
| 1                                   | 花園 雪（はなぞの ゆき）            | 今井麻美                            | マチゲリータ                        |
| 2                                   | 如月 愛（きさらぎ あい）            | MAKO                                | 虹原ぺぺろん                        |
| 3                                   | 桃崎 ひな（ももさき ひな）          | 大久保瑠美                          | ゆうゆ                              |
| 4                                   | 兎川 千桜（とがわ ちさ）            | 野中藍                              | 蝶々P                               |
| 5                                   | 結城 若葉（ゆうき わかば）          | 内山夕実                            | Nem                                 |
| Seleas（セレアス）                  |                                     |                                     |                                     |
| 6                                   | 照瀬 結乃（てらせ ゆの）            | 佐藤利奈                            | ゆよゆっぺ                          |
| 7                                   | 姫川 瑞希（ひめかわ みずき）        | 石上静香                            | ひとしずく×やま△                    |
| 8                                   | 元宮 祭莉（もとみや まつり）        | 大坪由佳                            | うたたP                             |
| 9                                   | 朝霧 あかね（あさぎり あかね）      | 福原香織                            | じょん                              |
| 10                                  | 伊地崎 麗奈（いちさき れいな）      | 黒沢ともよ                          | takamatt                            |
| 11                                  | 天童院 椿（てんどういん つばき）    | 上坂すみれ                          | きくお                              |

### SQ（スケア）シリーズ
『ツキウタ。』シリーズの後続企画として2015年より開始。2016年からSolidSの後続企画としてQUELLが誕生して以降、このシリーズ名が使用されている。
音楽CDは個別に発売されているが、ドラマパートでは両グループが共に登場する場合もある。

#### SolidS（ソリッズ）
キャッチコピーは「――もっと激しく求めてみせろ」。かつてアイドルとして活動していた篁志季が、社長の命令で新たなメンバーと共にSolidSとして再始動するところから物語が展開される。作曲・編曲のクレジットは主に滝野章。メンバーは以下の通り。
シキ/篁 志季（たかむら しき）
声 - 江口拓也
平成3年1月25日生まれ。A型。身長 178cm。
ファンクラブ名はFIDES。イメージカラーは紫。
クールな外見であるが内に情熱を秘めたSolidSのプロデューサー兼リーダー。
過去にQUELLの和泉柊羽、VAZZYの眞宮孝明、Infinit0の数寄川 零、御風呂庵らと国民的アイドルユニットに所属しアイドル活動を行っていたが、作曲家として活動したいという気持ちが大きくなり脱退。SolidS結成以前はツキノ芸能プロダクション所属の作曲家として活動していた。
人付き合いは苦手だが、音楽のこととなると人一倍熱くなり饒舌になる直情的な性格。
部屋に引きこもって寝食も忘れ曲作りに没頭するため、メンバー総出で世話を焼いている。翼曰く「音楽バカ」。
自動車免許はマニュアルを所持。コーヒー党。メンバー内では一番酒に強い。
ツバサ/奥井 翼（おくい つばさ）
声 - 斉藤壮馬
平成6年8月3日生まれ。B型。身長 178cm。
ファンクラブ名はALA。イメージカラーは黄色。
傲慢かつ高飛車な自信家で、天性のカリスマ性を備えている。
実は努力家だが、その姿はあまり表に見せない。
裕福な家柄で育ち、親の英才教育の結果、音楽方面の知識は有り、楽譜は書けるが曲は作れない。
大曰く「化け物みたいな偏差値」の有名私立大学を卒業し現在は大学院生である。
大学内でも人気者だが、人との距離を取るのがうまい世渡り上手。
バーで出会った志季に、ある理由からスカウトされたことでSolidSとしてデビューすることとなる。トーク力も高く、口下手な志季に代わり、インタビューなどで宣伝役を担う。ある時、冗談交じりに志季を「ハニー」呼びしたことがきっかけで、互いにノリがいい時は「ハニー」「ダーリン」と呼び合う。
大とは実家が近所で昔からの腐れ縁であり、村瀬家で翼は居るのに大抜きでの食事なんて事もあるくらいである。
自動車免許は高校卒業後すぐに取得。志季に次いで酒に強い。
リッカ/世良 里津花（せら りっか）
声 - 花江夏樹
平成4年10月16日生まれ。AB型。身長 175cm。
ファンクラブ名はMICO。イメージカラーはピンク。
父はフランス人、母は日本人のハーフで、人目を引くような華やかな外見をしているが、性格は見た目とは裏腹に控えめな性格。
幼少期よりモデルとして活動しており、大学卒業を機に芸能界引退を考えていた所に昔からの友人である志季からのスカウトでSolidSとしてのアーティストデビューと同時にツキノ芸能プロダクションに移籍。モデルの仕事はSolidSに還元出来る媒体での活動を主に現在も続けている。
メンバーそれぞれが強い個性を持つ中、貴重な良心で調整役を担う反面、怒らせると誰よりも怖い。
料理が得意で寮ではよくメンバーに手料理を振舞っている。
SolidSは黒や赤などの衣装が多いが、モデルの仕事は落ち着きのある色味の服を任される事が多かったのも関係し、私服は落ち着いた色合いの服が多い。撮影で使用した服や小物などで特に気に入ったものは、時折買い取っている。
自動車免許はオートマ限定で、現在はペーパードライバー。翼の次に酒に強い。
ダイ/村瀬 大（むらせ だい）
声 - 梅原裕一郎
平成7年4月22日生まれ。AB型。身長 185cm。
ファンクラブ名はLUPUS。イメージカラーは青。
強面とその体格から威圧感を与えることが多いが、その実は不器用ながらも直情的な人物。メンバー最年少故に「弟」あるいは「末っ子」扱いされることも。主に翼に「大ちゃん」呼びされ、「大ちゃん言うな」と返すのがお約束だが、他ユニットのメンバー（特に年少者）にも「大ちゃん」呼びが通じてしまっており、「大ちゃんさん」と呼ばれたりする。
SolidSとしてデビューする前は競泳選手として将来を嘱望されていたが、肩の怪我を機に競泳を辞め、競泳の推薦で入った大学を中退。くすぶっている頃に腐れ縁である翼と共にバーで飲んでいたところに事故的に里津花、志季と出会い、ひったくり騒動の果てに翼に巻き込まれる形で志季にスカウトされ、SolidSのメンバーとなった。
SolidSの中では一番里津花をライバル視しているが、あくまで目標としているだけで関係は毎朝一緒にランニングに行くくらい仲が良い。
実は見た目に反してかなりの甘党。SolidSの中で一番酒に弱いが、平均か平均より少し上くらいには強いため、あくまでも『SolidSの中で一番弱い』というだけである。
免許は未取得未所持。
マネージャー 
灰月 文彦（はいづき ふみひこ）
声 - 川原慶久
平成3年6月4日生まれ。A型。
SolidSの専属マネージャー。志季とは作曲家(社員)として裏方に篭っていた頃からの知り合いで、SolidSの中では里津花の次に付き合いが長く、志季曰く腐れ縁。
社長から「そろそろしーくん(篁志季)が限界だろうから手伝ってあげて」と言われSolidSのマネージャーとなる。
大学生の時にツキプロにアルバイトとして入り、大学卒業後正社員として入社。業界歴・社歴共にそこそこ長い。
オン(仕事)とオフ(プライベート)を使い分け、合理的で無駄のない考え方を好み、時間の使い方をする『できる男』。

#### QUELL（クヴェル）
キャッチコピーは「――君に捧げるひとしずく、それは祈りと願いの唄。」。SolidSの篁志季が所属していたアイドルグループの元メンバーである和泉 柊羽が、自身の将来を考えていく上で新たなグループの結成を決意したことから物語が展開される。作曲・編曲のクレジットははまたけし。メンバーは以下の通り。マネージャーは柚月 広（ゆずき ひろ、声 - 熊谷健太郎）
和泉 柊羽（いずみ しゅう）
声 - 武内駿輔、小林大紀（少年期）
平成6年6月8日生まれ。A型。イメージカラーは水色。
QUELLのユニットリーダー兼プロデューサーで、落ち着いた外見と性格ゆえ周囲から実年齢より高くみられることが多い。
12歳で芸能活動を開始しており、志季とは解散後も交友関係を続けている。実は過酷な幼少期を送っていた。
堀宮 英知（ほりみや えいち）
声 - 西山宏太朗
平成6年12月15日生まれ。O型。イメージカラーは黄緑。
某人気音楽番組の元ADで、明るく人懐っこく物おじしない性格。ユニットのムードメーカーでもある。
柊羽とは某番組を担当していた際に知り合っている。柊羽にとって数少ない同年代の友人であり、後に柊羽が双子をユニットメンバーに引き入れたことで、業界未経験の二人のマネージャー役を打診され、TV局を退社しツキプロ社員となったが、その二人がダンスレッスンで手こずっていたところに身体能力の高さを披露する形で手本を見せ、それを知った柊羽も加わり三人がかりで頼み込まれ、一転して表舞台に立つことになった。
個性的なメンバーが多いため、QUELLの庶民代表。
久我 壱星（くが いっせい）
声 - 仲村宗悟
平成12年9月12日生まれ。AB型。イメージカラーは紺。
札幌出身で壱流の双子の兄。口数が少なく、一見すると不愛想な少年だが、頭がよく淡々と話すクールな性格であると英知から評されている。
幼少期から養護施設で育ち、中学卒業後は地元企業に就職していたが、社長にスカウトされ寮暮らしができるという理由で芸能界入りを果たす。
壱流ともども高校には通っていなかったが、後に大検を受験し大学生となる。その頃からカメラで風景を撮り始めた。
久我 壱流（くが いちる）
声 - 野上翔
平成12年9月12日生まれ。AB型。イメージカラーは赤。
壱星の双子の弟。感情表現が明快で口達者な少年。幼少期からの支えであった壱星を慕っているが、喧嘩っ早く仕事先で喧嘩騒動を起こしたことがある。
直感的な性格で、予期せぬ幸運に恵まれることが多い。
SolidSの翼に対し反抗的。ただしそれは憧れ混じりのため、険悪な関係ではない。

### ALIVE（アライブ）シリーズ
キャッチコピーは「さぁ、音楽を始めよう！」。

#### SOARA（ソアラ）
高校生の大原空が、上級生の卒業祝賀会の企画として即席バンドを結成したことからSOARAが誕生し、物語が展開される。バンド形式のグループであるため、初期曲の多くはボーカル担当の2名によって歌唱されていたが、『Vol.3』以降は全員歌唱することになった。作曲・編曲のクレジットは主に滝野章。メンバーは以下の通り。マネージャーは若月 日向（わかつき ひなた、声 - 浜添伸也）
大原 空（おおはら そら）
声 - 豊永利行
平成9年8月31日生まれ。O型。担当はボーカルとギター。イメージカラーは水色。
明朗快活な性格で、グループを牽引する存在。音楽教師である両親の影響で幼い頃から音楽を愛好している。学生時代に授業の一環として作成した曲がネットにて大ヒットしたという過去がある。
在原 守人（ありはら もりひと）
声 - 小野友樹
平成9年4月21日生まれ。AB型。担当はボーカルとギター。イメージカラーは黄緑。
落ち着いた性格で成績や外見が良く、異性の目を引く存在。両親が音楽関係の仕事についているため音楽への造詣が深いが、以前はクラシック音楽を好んで聴いていた。自他共に認める空の音楽のファン。
神楽坂 宗司（かぐらざか そうし）
声 - 古川慎
平成9年7月17日生まれ。B型。担当はドラム。イメージカラーは黄色。
クールで腰を据えた人物で、サバサバした性格であるが面倒見は良い。空の幼馴染で廉とは近所付き合いがある。怪我でバスケットボール部を辞めた過去がある。
妹の理世はプロセラの葉月陽のファン。
宗像 廉（むなかた れん）
声 - 村田太志
平成10年6月2日生まれ。A型。担当はキーボード。イメージカラー青。
真面目で常識人であるが、その反面いじられキャラである。トラブルメーカーである望への対応に苦労しながらも、その行動力の高さに憧憬している。
実家の近所に住んでいる宗司を幼い頃から宗兄と呼んで慕っている。実家は剣道の道場で、現在も素振りを日課にしている。
七瀬 望（ななせ のぞむ）
声 - 沢城千春
平成10年11月9日生まれ。O型。担当はベース。イメージカラーは赤。
お調子者でグループのムードメーカー的存在。トラブルメーカーだが、負けず嫌いで努力家な一面を持つ。兄の出流 （声 - 石川界人）はプロのベーシスト。
自称「未来のカリスマベーシスト」。

#### Growth（グロース）
大手芸能事務所で将来の有望株としてユニットデビューを期待されていた衛藤昂輝、八重樫剣介、桜庭涼太の三人と、昂輝が街で出会った青年・藤村衛が作った曲を聞き新たな音楽の可能性を見出したことを機にGrowthを結成し、物語が展開される。作曲・編曲のクレジットは主に滝野章。メンバーは以下の通り。マネージャーは望月 皆人（もちづき みなと、声 - 海老名翔太→吉野貴大）
衛藤 昂輝（えとう こうき）
声 - 土岐隼一
平成9年5月22日生まれ。A型。イメージカラーはブルーグレー。
雑誌に「孤高の光」と書かれていたカリスマ的な少年だが、実際は理想に向かって努力しながらも同時に不器用さを併せ持っている。
裕福な家で育ち、都心のマンションで一人暮らしをしている。家事は万能、料理の才能もある。
八重樫 剣介（やえがし けんすけ）
声 - 山谷祥生
平成9年9月30日生まれ。O型。イメージカラーはオレンジ。
気さくでサバサバした性格。物事を推し量るのが上手くノリも良いため交友関係が広い。他ユニットのメンバーともよく遊びに行ったりしている。
女性経験が少なく男友達といる方が気楽に感じているが、その点を可愛いと言われることもしばしばである。
芸能人という立場を気にせずにナンパを止めに入れる男前。
桜庭 涼太（さくらば りょうた）
声 - 山下大輝
平成9年6月6日生まれ。B型。イメージカラーはピンク。
ファンに対しては物腰の柔らかさを見せているが、実際はクールで現実的な性格。幼少期から芸能活動を行ってきた影響で、計算高くも嫌味のない潔さを持つ。
しっかり者の性格ゆえ、グループの調整役でもある。
やや潔癖症の気があり、他人の取ったタオルは使えない…など幼少期はもっと酷かったが、剣介によって強制的に普通の世界に慣れさせられた。虫が苦手なためアウトドア系の企画も得意ではない。
見た目以上に熱いものを持っているタイプでGrowthでは1番勝ち気である。売られた喧嘩は正面からバッチリ買う。
藤村 衛（ふじむら まもる）
声 - 寺島惇太
平成6年10月5日生まれ。B型。イメージカラーは紫。
明るく飄々とした人懐っこい青年。家族・血縁はおらず、勤めていた会社が倒産し寮を追い出されて行き倒れかけていた元サラリーマン。昂輝に拾われてからデビューまでは昂輝のマンションに居候していたが、家事が壊滅的で生活能力は皆無。
独特の世界観を持った楽曲を作る才能が昂輝に認められ、Growthのメンバーとしてデビューすることになる。作曲に行き詰まると育てているパキラを拝み、ひらめきが降りるのを待つ。
昂輝との練習により、コーヒーと紅茶は上手に淹れられるようになった。

### 双子の魔法使いリコとグリ シリーズ
2013年に製菓会社・江崎グリコが考案した同社のオリジナルキャラクター。ハッピーな気持ち「スイート」を力の源とする魔法の国・グリコランドに暮らすお菓子の魔法使いであるリコとグリがお菓子の力で人間の世界をよりハッピーにするためにやって来たという設定。

#### Swiiiiiits!（スウィーツ）
2018年4月から正式にユニットを組むことになった。
リコ
声 - 水瀬いのり
11月11日（ポッキーの日）生まれ、現時16歳、AB型。グリの双子の姉で、お菓子をこよなく愛する魔法使い。
成績はあまり良くなく、魔法の加減に戸惑うこともしばしばであるが、曲がったことが大嫌いな性格で、口癖は「ポッキーみたいにまっすぐ生きるんだもん」。
グリ
声 - 島﨑信長
11月11日生まれ、現時16歳、AB型。リコの双子の弟で、成績優秀な魔法使い。
物静かで真面目な性格だが、自分にはないリコの発想や魔法の力を人一倍認めている。
甘いお菓子はそんなに好きじゃない。
シュタイン
声 - 田丸篤志
現時15歳、A型。人見知りで口数が少ないが、良家の育ちであるため礼儀正しく芯の通った一面もある。ディア・リーゼと仲が良い。
ビスJr.
声 - 平川大輔
年齢不詳、B型。リコとグリの魔法の先生。ふざけるのが好きな困った人物だが、ピンチの際には必ず助けてくれる頼りがいのある先生である。
ディア
声 - 高橋英則
現時17歳、O型。紳士的で甘いものやココアを好む人物。「人をホッとさせるようなヒーリング系」の魔法が得意。シュタイン・リーゼと仲が良い。
リーゼ
声 - 石川界人
現時16歳、B型。勉強やスポーツを何でもこなす天才肌の少年。炎系の魔法が得意。シュタイン・ディアと仲が良い。

### 劇団アルタイル
ソニー・ミュージックエンタテインメント主催の元で開催された「ツキプロ　Music Grand Prix 2016」で合格し、現在ツキクラのメンバーとして活動する新人声優がキャラクターボイスを担当する劇団ユニット。ユニット編成は今後の活動によって変化していく。ツキクラ2期生のキャラクターが加わり19名となった。
| キャラクター                             | 担当声優   | ユニット |
| ---------------------------------------- | ---------- | -------- |
| 市ヶ谷 リンタロウ（いちがや りんたろう） | 井上雄貴   | Rigel    |
| 大崎 イズモ（おおさき いずも）           | 古畑恵介   | Rigel    |
| 霞 サクヤ（かすみ さくや）               | 荒一陽     | Sargas   |
| 要 タツヒコ（かなめ たつひこ）           | 大海将一郎 | Regulus  |
| 神谷 トウマ（かみや とうま）             | 糸川耀士郎 | Regulus  |
| 護国寺 ミカド（ごこくじ みかど）         | 西野太盛   | Sargas   |
| 東雲 ユウリ（しののめ ゆうり）           | 市川太一   | Sargas   |
| 渋谷 ヨウスケ（しぶや ようすけ）         | 小松準弥   | Rigel    |
| 千川 リツ（せんかわ りつ）               | 筆村栄心   | Sargas   |
| 辰巳 マキ（たつみ まき）                 | 徳武竜也   | Rigel    |
| 月島 ヒジリ（つきしま ひじり）           | 菊地燎     | Sargas   |
| 永田 イツキ（ながた いつき）             | 松岡一平   | Regulus  |
| 麻布 ノブアキ（あざぶ のぶあき）         | 岡延明     | －       |
| 蔵前 カズキ（くらまえ かずき）           | 寺下知輝   | －       |
| 駒込 タイキ（こまごめ たいき）           | 熊谷大樹   | －       |
| 豊洲ダイスケ（とよす だいすけ）          | 仲島大輔   | －       |
| 中野 タツヤ（なかの たつや）             | 飯塚達哉   | －       |
| 森下 ショウゾウ（もりした しょうぞう）   | 田村昇三   | －       |
| 両国 ジュンペイ（りょうごく じゅんぺい） | 馬場惇平   | －       |

### VAZZROCK（バズロック）シリーズ
2018年より開始。

#### VAZZY（ヴァジー）
眞宮 孝明（まみや たかあき）
声 - 新垣樽助
平成5年2月27日生まれ。O型。
吉良 凰香（きら おうか）
声 - 小林裕介
平成8年6月20日生まれ。A型。
築 一紗（きづく いっさ）
声 - 山中真尋
平成7年7月23日生まれ。A型。
築 二葉（きづく ふたば）
声 - 白井悠介
平成8年11月22日生まれ。O型。
大山 直助（おおやま なおすけ）
声 - 笹翼
平成12年11月1日生まれ。O型。
白瀬 優馬（しらせ ゆうま）
声 - 堀江瞬
平成12年8月27日生まれ。AB型。
マネージャー
高月 理久（たかつき りく）
声 - 駒田航
平成4年6月7日生まれ。
原田 直樹（はらた なおき）
声 - 松本保典
眞宮孝明個人マネージャー。

#### ROCK DOWN（ロックダウン）
小野田 翔（おのだ しょう）
声 - 菊池幸利
平成6年4月15日生まれ。B型。
久慈川 悠人（くじかわ はると）
声 - 長谷川芳明
平成9年9月25日生まれ。B型。
天羽 玲司（あまは れいじ）
声 - 佐藤拓也
平成7年5月14日生まれ。A型。
立花 歩（たちばな あゆむ）
声 - 坂泰斗
平成7年3月29日生まれ。A型。
大黒 岳（おおぐろ がく）
声 - 増元拓也
平成8年10月13日生まれ。O型。
名積 ルカ（なづみ るか）
声 - 河本啓佑
平成8年3月3日生まれ。AB型。
マネージャー
上月 聡（こうづき さとし）
声 - 山下誠一郎
平成5年12月9日生まれ。
柳井 匡史（やない まさふみ）
小野田翔個人マネージャー。

### infinit0（インフィニートゼロ）
ツキプロ所属の元国民的ユニットのメンバー2人によって結成されたグループで、2019年より本格的な展開が開始。キャッチコピーは「0＝制約なく＝無限大（infinito）に自由に」。
数寄川 零（すきがわ れい）
声 - 田所陽向
平成3年2月7日生まれ。AB型。イメージカラーは黒と青。
知的で落ち着いた青年であるが、他者の利益を優先してしまいがちな側面がある。
御風 呂庵（みかぜ ろあ）
声 - 千葉瑞己
平成6年1月13日生まれ。O型。イメージカラーは白とオレンジ。
外向的でコミュニケーション能力が高く人から好かれやすいが、反面センシティブで泣き虫であるという一面もある。以前所属していたユニットではセンターを張っていた。

### じょん
『ツキウタ。』9月キャラクター、SolidS、ALIVEシリーズの楽曲の作詞・作曲を手がける実在の人物で、歌唱も行う。別名義は滝沢章。
元々はボーカロイドPや歌い手としてニコニコ動画上で活動を行っていた人物であるが、個人のイラストが用意されており、正式にツキノ芸能プロダクション所属となっている。ライブやイベントにも度々登場する他、個人名義のCDがムービックより発売されている。
各シリーズにおいてアイドル本人が作曲を行っている描写がみられるため、作中で彼が楽曲を手掛けている設定が取られているわけではない。

### サンプロモーション・エンタテインメント
Growthのライバル的ユニット「ZIX」、Infinit0のライバル的ユニット「帷」を擁する芸能事務所。なおGrowthの衛以外の3人は、当初この事務所の預かり所属だった。

#### ZIX（ジックス）
須貝 誠（すがい まこと）
声 - 濱野大輝
平成9年8月15日生まれ。B型。
菱田 満（ひしだ みつる）
声 - 渡辺拓海
平成10年1月13日生まれ。AB型。

#### 帷（とばり）
天城 士欧（あまぎ しおう）
声 - 中島ヨシキ
平成10年7月19日生まれ。B型。
羽柴 玄尉（はしば くろい）
声 - 住谷哲栄
平成6年12月19日生まれ。A型。

## 関連商品

### CD

#### SQシリーズのCD
| 発売日         | タイトル                                                  | アーティスト    | 収録曲                                                                                | 規格品番 | 最高位   |
| シングル       | シングル                                                  | シングル        | シングル                                                                              | シングル | シングル |
| -------------- | --------------------------------------------------------- | --------------- | ------------------------------------------------------------------------------------- | -------- | -------- |
| 2016年4月22日  | SolidS花鳥風月「花」編                                    | リッカ          | Lily -寄り添う百合のように-                                                           | TKPR-017 | 43位     |
| 2016年6月24日  | SolidS花鳥風月「鳥」編                                    | ツバサ          | Canaria -消えゆく空に-                                                                | TKPR-020 | 46位     |
| 2016年8月26日  | SolidS花鳥風月「風」編                                    | ダイ            | Squall -冷たい衝動-                                                                   | TKPR-023 | 64位     |
| 2016年11月25日 | SolidS花鳥風月「月」編                                    | シキ            | Tide -光の射す方へ-                                                                   | TKPR-026 | 57位     |
| 2017年2月24日  | SQ ユニットソング「表裏」シリーズ 『表SolidS』            | SolidS          | COCORO                                                                                | TKPR-049 | 53位     |
| 2017年3月24日  | SQ 「X Lied」vol.1 志季&柊羽                              | 志季 柊羽       | クロスノーツ End of Night                                                             | TKPR-059 | 42位     |
| 2017年5月26日  | SQ ユニットソング「表裏」シリーズ 『表QUELL』             | QUELL           | WING                                                                                  | TKPR-050 | 66位     |
| 2017年5月26日  | SQ 「X Lied」vol.2 翼&壱流                                | 翼 壱流         | Shout It Out 紅く染まる空                                                             | TKPR-060 | 51位     |
| 2017年6月30日  | SQ ユニットソング「表裏」シリーズ 『裏SolidS』            | SolidS          | KARA DA KARA                                                                          | TKPR-051 | 29位     |
| 2017年7月28日  | SQ 「X Lied」vol.3 里津花&壱星                            | 里津花 壱星     | Undefined 星空                                                                        | TKPR-061 | 40位     |
| 2017年8月25日  | SQ ユニットソング「表裏」シリーズ 『裏QUELL』             | QUELL           | NEMOPHILIA                                                                            | TKPR-052 | 52位     |
| 2017年9月29日  | SQ 「X Lied」vol.4 大&英知                                | 大 英知         | Phantom Drive 虹                                                                      | TKPR-062 | 27位     |
| 2017年10月6日  | TSUKIPRO THE ANIMATION 主題歌(1) SolidS「Burny!!!」       | SolidS          | Burny!!!                                                                              | TKPR-073 | 12位     |
| 2017年10月20日 | TSUKIPRO THE ANIMATION 主題歌(3) QUELL「Because you are」 | QUELL           | Because you are                                                                       | TKPR-075 | 15位     |
| 2018年3月23日  | SQ QUELL 花鳥風月「花」編                                 | 壱星            | あなたの花                                                                            | TKPR-090 | 41位     |
| 2018年5月25日  | SQ QUELL 花鳥風月「鳥」編                                 | 壱流            | 眠る大鴉                                                                              | TKPR-091 | 42位     |
| 2018年5月25日  | SQ SolidS 「RE:START」シリーズ(1)                         | 志季 翼         | LADY JOKER                                                                            | TKPR-128 | 36位     |
| 2018年7月27日  | SQ QUELL 花鳥風月「風」編                                 | 英知            | 移り気な風                                                                            | TKPR-092 | 64位     |
| 2018年7月27日  | SQ QUELL 「RE:START」シリーズ(1)                          | 柊羽 英知       | Hidden Eclipse                                                                        | TKPR-134 | 63位     |
| 2018年9月28日  | SQ QUELL 「RE:START」シリーズ(2)                          | 壱星 壱流       | Blue Fire Crater                                                                      | TKPR-135 | 41位     |
| 2018年10月26日 | SQ QUELL 花鳥風月「月」編                                 | 柊羽            | Pale Moonlight                                                                        | TKPR-093 | 41位     |
| 2018年10月26日 | SQ SolidS 「RE:START」シリーズ(2)                         | 里津花 大       | Adonis                                                                                | TKPR-129 | 24位     |
| 2018年11月30日 | SQ QUELL 「RE:START」シリーズ(3)                          | QUELL           | Angel's Ladder                                                                        | TKPR-136 | 53位     |
| 2019年1月25日  | SQ SolidS 「RE:START」シリーズ(3)                         | SolidS          | DOPE ROCK                                                                             | TKPR-130 | 20位     |
| 2019年1月25日  | SQ QUELL 「RE:START」シリーズ(4)                          | QUELL           | Diamond Dust                                                                          | TKPR-137 | 35位     |
| 2019年2月22日  | SQ SolidS 「RE:START」シリーズ(4)                         | SolidS          | Between the Sheets                                                                    | TKPR-131 | 29位     |
| 2019年2月22日  | SQ QUELL 「RE:START」シリーズ(5)                          | QUELL           | Fata Morgana                                                                          | TKPR-138 | 44位     |
| 2019年4月26日  | SQ QUELL 「RE:START」シリーズ(6)                          | QUELL           | Double Shooting Stars                                                                 | TKPR-139 | 42位     |
| 2019年5月31日  | SQ Solids 「RE:START」シリーズ(5)                         | Solids          | Kiss Me Quick                                                                         | TKPR-132 | 50位     |
| 2019年7月26日  | SQ Solids 「RE:START」シリーズ(6)                         | Solids          | I AM A BARTENDER                                                                      | TKPR-133 | 25位     |
| 2020年8月28日  | 『Dear Dreamer,』 ver.Solids                              | Solids          | 『Dear Dreamer,』 ver.Solids                                                          | TKPR-201 | TBA      |
| 2020年8月20日  | 『Dear Dreamer,』 ver.QUELL                               | QUELL           | 『Dear Dreamer,』 ver.QUELL                                                           | TKPR-202 | TBA      |
| アルバム       |                                                           |                 |                                                                                       |          |          |
| 2015年3月13日  | 「SolidS」vol.1                                           | SolidS          | S.N.P Labyrinth Exit Of Days                                                          | TKPR-001 | 104位    |
| 2015年5月29日  | 「SolidS」vol.2                                           | SolidS          | TIGHT／NIGHT DARK MOON ANGEL GRAVE OF LOVERS 真紅の恋、凛と惹かれ フレア -FLARE-      | TKPR-002 | 63位     |
| 2015年7月31日  | 「SolidS」vol.3                                           | SolidS          | SEXY☆SENSE クロノア -chronoah- Shall We Dance? Good Night My Darling 人生ハードモード | TKPR-003 | 72位     |
| 2015年10月30日 | 「SolidS」vol.4                                           | SolidS          | ロミオ -ROMEO- どうぶつのサガ Midnight Mystery                                        | TKPR-004 | 51位     |
| 2016年3月25日  | SolidS ユニットソングシリーズ COLOR [-RED-]               | SolidS          | CRAZY BABY SHOW Roug:e                                                                | TKPR-032 | 83位     |
| 2016年5月27日  | SolidS ユニットソングシリーズ COLOR [-BLACK-]             | SolidS          | Judas BLACK HEAVEN                                                                    | TKPR-031 | 49位     |
| 2016年9月30日  | SolidS ユニットソングシリーズ COLOR [-WHITE-]             | SolidS          | ライア・クライア 東京LOVEジャンキー                                                   | TKPR-033 | 32位     |
| 2016年9月30日  | SolidSシリーズ QUELL「BELIEVER -祈り-」                   | QUELL           | BELIEVER〜祈り〜 時を越えて HIKARI                                                    | TKPR-045 | 59位     |
| 2017年6月30日  | SQ QUELL vol.2「I saw a rainbow」                         | QUELL           | Seafloor 砕かれた霞 蒼い水                                                            | TKPR-063 | 79位     |
| 2019年9月27日  | SQ 「CARDS」シリーズ1巻 QUELL「CLUB」                     | QUELL           | Club the Cage 水性のクローバー                                                        | TKPR-168 | 33位     |
| 2020年4月24日  | SQ 「CARDS」シリーズ2巻 SolidS「DIAMOND」                 | SolidS          | GAME IS MINE Timeless                                                                 | TKPR-169 | 22位     |
| 2020年7月31日  | SQ 「CARDS」シリーズ3巻 QUELL「HEART」                    | QUELL           | Love You Forever 愛の希望                                                             | TKPR-170 | TBA      |
| 2020年10月30日 | SQ 「Neo X Lied」vol.1 志季&壱星                          | 篁志季 久我壱星 | ONE WILL                                                                              | TKPR-172 | TBA      |
| 2020年11月27日 | SQ 「Neo X Lied」vol.2 翼&壱流                            | 奥井翼 久我壱流 |                                                                                       | TKPR-173 | TBA      |
| ドラマCD       |                                                           |                 |                                                                                       |          |          |
| 2016年2月26日  | ドラマ1巻 -Don't work too hard!-                          | SolidS          |                                                                                       | TKPR-029 | 115位    |
| 2016年7月29日  | ドラマ2巻 -Two of a kind.-                                | SolidS、QUELL   | TKPR-030                                                                              | 71位     |          |
| 2017年4月28日  | ドラマ3巻 PPF -the past, the present, and the future-     | SolidS          | TKPR-064                                                                              | 75位     |          |
| 2018年3月23日  | ドラマ4巻 雲の向こうに                                    | SolidS          | TKPR-086                                                                              | 39位     |          |
| 2018年5月25日  | QUELL ドラマ1巻 「past, present, future」                 | QUELL           | TKPR-088                                                                              | 40位     |          |
| 2018年11月30日 | ドラマ5巻 「いつかのあの日、星空の下で笑う君を見た」      | SolidS          | TKPR-087                                                                              | 31位     |          |
| 2018年12月21日 | QUELL ドラマ2巻 「Matchless people」                      | QUELL           | TKPR-089                                                                              | 65位     |          |
| 2019年7月26日  | ドラマ6巻 「Dear brother」                                | SolidS          | TKPR-211                                                                              | 38位     |          |
| 2019年12月20日 | QUELL ドラマ3巻 「A New step」                            | QUELL           | TKPR-213                                                                              | 71位     |          |

#### ALIVEシリーズのCD
| 発売日         | タイトル | アーティスト          | 収録曲                                                                                            | 規格品番 | 最高位   |
| シングル       | シングル | シングル              | シングル                                                                                          | シングル | シングル |
| -------------- | --- | --------------------- | ------------------------------------------------------------------------------------------------- | -------- | -------- |
| 2016年4月22日  | ALIVE SOARA 花鳥風月「花」編                                                                                           | SOARA                 | アイノハナ                                                                                        | TKPR-018 | 67位     |
| 2016年4月22日  | ALIVE Growth 花鳥風月「花」編                                                                                          | Growth                | FLOW AWAY                                                                                         | TKPR-019 | 62位     |
| 2016年6月24日  | ALIVE SOARA 花鳥風月「鳥」編                                                                                           | SOARA                 | LAPIS BLUE                                                                                        | TKPR-021 | 86位     |
| 2016年6月24日  | ALIVE Growth 花鳥風月「鳥」編                                                                                          | Growth                | 不死鳥のネビュラ                                                                                  | TKPR-022 | 77位     |
| 2016年8月26日  | ALIVE Growth 花鳥風月「風」編                                                                                          | Growth                | CORONA                                                                                            | TKPR-025 | 94位     |
| 2016年9月16日  | ALIVE SOARA 花鳥風月「風」編                                                                                           | SOARA                 | そよかぜの唄                                                                                      | TKPR-024 | 77位     |
| 2016年11月25日 | ALIVE SOARA 花鳥風月「月」編                                                                                           | SOARA                 | 三日月ファンタジー                                                                                | TKPR-027 | 95位     |
| 2016年11月25日 | ALIVE Growth 花鳥風月「月」編                                                                                          | Growth                | 月影のリフレイン                                                                                  | TKPR-028 | 80位     |
| 2017年2月24日  | ALIVE「X Lied」vol.1 空&昂輝                                                                                           | 大原空 衛藤昂輝       | SKY DREAM リーラの調べ                                                                            | TKPR-055 | 75位     |
| 2017年4月28日  | ALIVE 「X Lied」vol.2 守人&剣介                                                                                        | 在原守人 八重樫剣介   | ゆらら プラネタリア                                                                               | TKPR-056 | 62位     |
| 2017年6月30日  | ALIVE 「X Lied」vol.3 宗司&涼太                                                                                        | 神楽坂宗司 桜庭涼太   | BUZZER BEATER 甘き風のプリムラ                                                                    | TKPR-057 | 39位     |
| 2017年8月25日  | ALIVE 「X Lied」vol.4 廉・望&衛                                                                                        | 宗像廉・七瀬望 藤村衛 | With U リレイズ -Reraise-                                                                         | TKPR-058 | 42位     |
| 2017年10月13日 | TSUKIPRO THE ANIMATION 主題歌(2) SOARA「エリアル -ALIEL-」                                                             | SOARA                 | エリアル -ALIEL-                                                                                  | TKPR-074 | 17位     |
| 2017年10月27日 | TSUKIPRO THE ANIMATION 主題歌(4) Growth「魔法のキズナ」                                                                | Growth                | 魔法のキズナ                                                                                      | TKPR-076 | 19位     |
| 2018年5月25日  | ALIVE SOARA 「RE:START」シリーズ(1)                                                                                    | 空 守人               | 新世界                                                                                            | TKPR-116 | 52位     |
| 2018年6月29日  | ALIVE Growth 「RE:START」シリーズ(1)                                                                                   | 昂輝 衛               | 時のはざまに                                                                                      | TKPR-122 | 31位     |
| 2018年7月27日  | ALIVE SOARA 「RE:START」シリーズ(2)                                                                                    | 宗司 廉 望            | ラウンドアバウト                                                                                  | TKPR-117 | 52位     |
| 2018年8月31日  | ALIVE Growth 「RE:START」シリーズ(2)                                                                                   | 剣介 涼太             | Promessa                                                                                          | TKPR-123 | 24位     |
| 2018年9月28日  | ALIVE SOARA 「RE:START」 シリーズ(3)                                                                                   | SOARA                 | LIFE IS AMAZING                                                                                   | TKPR-118 | 31位     |
| 2018年10月26日 | ALIVE Growth 「RE:START」 シリーズ(3)                                                                                  | Growth                | 追憶のネニア                                                                                      | TKPR-124 | 23位     |
| 2018年11月30日 | ALIVE SOARA 「RE:START」シリーズ(4)                                                                                    | SOARA                 | panorama                                                                                          | TKPR-119 | 42位     |
| 2018年12月21日 | ALIVE Growth 「RE:START」シリーズ(4)                                                                                   | Growth                | Apostasy                                                                                          | TKPR-125 | 26位     |
| 2019年1月25日  | ALIVE SOARA 「RE:START」 シリーズ(5)                                                                                   | SOARA                 | ねてないピエロ                                                                                    | TKPR-120 | 33位     |
| 2019年2月22日  | ALIVE Growth 「RE:START」シリーズ(5)                                                                                   | Growth                | 名も無き星たち                                                                                    | TKPR-126 | 28位     |
| 2019年3月29日  | ALIVE SOARA 「RE:START」 シリーズ(6)                                                                                   | SOARA                 | 幸せのプロローグ                                                                                  | TKPR-121 | 36位     |
| 2019年5月31日  | ALIVE Growth 「RE:START」 シリーズ(6)                                                                                  | Growth                | 運命のペンデュラム                                                                                | TKPR-127 | 46位     |
| 2020年8月28日  | 『Dear Dreamer,』 ver.SOARA                                                                                            | SOARA                 | 『Dear Dreamer,』 ver.SOARA                                                                       | TKPR-199 | TBA      |
| 2020年8月20日  | 『Dear Dreamer,』 ver.Growth                                                                                           | Growth                | 『Dear Dreamer,』 ver.Growth                                                                      | TKPR-200 | TBA      |
| 2021年2月26日  | ALIVE 「Neo X Lied」vol.1 空&昂輝                                                                                      | 大原空 衛藤昂輝       | 上昇気流                                                                                          | TKPR-164 | TBA      |
| アルバム       | |                       |                                                                                                   |          |          |
| 2015年2月20日  | 「ALIVE」その1 Side.S                                                                                                  | SOARA                 | どうせなら今から風になってみよう 終わらない虹 花咲く丘で                                          | TKPR-005 | 175位    |
| 2015年2月20日  | 「ALIVE」その1 Side.G                                                                                                  | Growth                | ラダ・キアナ My Gloria 自由の鳥                                                                   | TKPR-009 | 158位    |
| 2015年5月29日  | 「ALIVE」その2 Side.S                                                                                                  | SOARA                 | 雨上がりのUFO Summer Session いつかの夏祭り                                                       | TKPR-006 | 103位    |
| 2015年5月29日  | 「ALIVE」その2 Side.G                                                                                                  | Growth                | 光と海の讃歌 悠久のフィリア グレゴリオ                                                            | TKPR-010 | 87位     |
| 2015年8月28日  | 「ALIVE」その3 Side.S                                                                                                  | SOARA                 | マクガフィン 遠雷 さよなら並木道                                                                  | TKPR-007 | 124位    |
| 2015年8月28日  | 「ALIVE」その3 Side.G                                                                                                  | Growth                | ハウル 黄昏のメロディア Re:born                                                                   | TKPR-011 | 116位    |
| 2015年11月27日 | 「ALIVE」その4 Side.S                                                                                                  | SOARA                 | 旅立ちのエール さまよい星 S.O.A.R.A                                                               | TKPR-008 | 128位    |
| 2015年11月27日 | 「ALIVE」その4 Side.G                                                                                                  | Growth                | Super Nova ルクレシア 空想のレトロ                                                                | TKPR-012 | 110位    |
| 2017年3月24日  | ALIVE SOARA ユニットソング「Wonder Wand」                                                                              | SOARA                 | Wonder Wand                                                                                       | TKPR-053 | 82位     |
| 2017年7月28日  | ALIVE Growth ユニットソングシリーズ 「STAR SAIL」                                                                      | Growth                | STAR SAIL                                                                                         | TKPR-054 | 68位     |
| 2019年7月26日  | ALIVE ｢CARDS｣シリーズ1巻 SOARA｢CLUB｣                                                                                   | SOARA                 | 三つ葉のクローバー ライバル                                                                       | TKPR-160 | 34位     |
| 2019年10月4日  | ALIVE THE MOVIE SONG COLLECTION -さぁ、音楽をはじめよう!-                                                              | SOARA                 | エリアル -ALIEL- どうせなら今から風になってみよう 終わらない虹 花咲く丘で マクガフィン S.O.A.R.A. | TKPR-221 | 204位    |
| 2020年1月24日  | ALIVE ｢CARDS｣シリーズ2巻 Growth「DIAMOND」                                                                             | Growth                | HOPE DIAMOND 憧憬のマテリア                                                                       | TKPR-161 | 26位     |
| ドラマCD       | |                       |                                                                                                   |          |          |
| 2016年3月25日  | SOARA DramaCD vol.1「卒業 -旅立つ君に-」                                                                               | SOARA                 |                                                                                                   | TKPR-034 | 240位    |
| 2016年5月27日  | ALIVE Growth DramaCD vol.1「春を巡る物語」                                                                             | Growth                | TKPR-036                                                                                          | 140位    |          |
| 2016年7月29日  | ALIVE SOARA DramaCD vol.2「夏の光」                                                                                    | SOARA                 | TKPR-035                                                                                          | 185位    |          |
| 2016年9月30日  | ALIVE Growth Drama CD vol.2「ココロノパズル」                                                                          | Growth                | TKPR-037                                                                                          | 125位    |          |
| 2018年4月27日  | ALIVE SOARA DramaCD vol.3「あの日、僕らは」                                                                            | SOARA                 | TKPR-082                                                                                          | 54位     |          |
| 2018年6月29日  | ALIVE Growth Drama CD vol.3「君がくれたもの、君に贈るもの」                                                            | Growth                | TKPR-084                                                                                          | 31位     |          |
| 2018年10月26日 | ALIVE SOARA DramaCD vol.4「RE:STARTのその先へ」                                                                        | SOARA                 | TKPR-083                                                                                          | 49位     |          |
| 2019年4月26日  | ALIVE Growth Drama CD vol.4「キラキラ」                                                                                | Growth                | TKPR-085                                                                                          | 22位     |          |
| 2020年4月24日  | ALIVE Growth Drama CD vol.5「Let us go singing as far as we go; the road will be less tedious.」- 歌いながら歩こうよ – | Growth                | TKPR-209                                                                                          | 43位     |          |

#### 双子の魔法使いリコとグリのCD
| 発売日         | タイトル                                           | アーティスト             | 収録曲                                                               | 規格品番 | 最高位   |
| シングル       | シングル                                           | シングル                 | シングル                                                             | シングル | シングル |
| -------------- | -------------------------------------------------- | ------------------------ | -------------------------------------------------------------------- | -------- | -------- |
| 2017年11月24日 | ソロシリーズ シュタイン                            | シュタイン               | Special Blend 溜息カフェテリア                                       | TKPR-069 | 圏外     |
| 2017年12月22日 | ソロシリーズ ビスJr.                               | ビスJr.                  | Share The New World Sweet Memories〜君がくれたもの〜                 | TKPR-070 | 圏外     |
| 2018年1月26日  | ソロシリーズ リコ                                  | リコ                     | つつんで、シンフォニー 放課後チョコレート                            | TKPR-071 | 圏外     |
| 2018年2月23日  | ソロシリーズ グリ                                  | グリ                     | Simple→Dimple ユ・エ・ナ・イ シンクロニシティ                        | TKPR-072 | 圏外     |
| 2018年9月28日  | Swiiiiiits! ユニットソング「Swiiiiiitest Party!!」 | Swiiiiiits!              | Swiiiiiitest Party!!                                                 | TKPR-140 | 179位    |
| 2018年10月26日 | ミックスユニットシリーズ「Rouge Noir」             | Noir Révolution          | Rouge Noir                                                           | TKPR-141 | 圏外     |
| 2018年11月30日 | ミックスユニットシリーズ「世界の歌」               | White Knight Orchestra   | 世界の歌                                                             | TKPR-142 | 圏外     |
| アルバム       |                                                    |                          |                                                                      |          |          |
| 2016年1月29日  | おかしな呪文                                       | リコ グリ                | おかしな呪文 11の魔法 たまにビター、それがベター                     | TKPR-038 | 222位    |
| 2016年4月29日  | ショコラティー・エール                             | リコ グリ                | ショコラティー・エール コレクトコネクト チョコをください             | TKPR-039 | 圏外     |
| 2016年7月29日  | マジカルシンフォニア シュタイン＆ビスJr.           | シュタイン ビスJr.       | Melt Luck 思い出の甘さとコーヒーブレイク Growing-Up!                 | TKPR-041 | 237位    |
| 2016年11月25日 | マジカルシンフォニア ディア&リーゼ&シュタイン      | ディア リーゼ シュタイン | ディアレスト BRAND NEW☆PEAK sweet...sweet...WHITE HARMONY 君はお姫様 | TKPR-042 | 299位    |
| 2017年9月29日  | ソロシリーズ ディア                                | ディア                   | SWEETEST STORY Shiny Study                                           | TKPR-067 | 圏外     |
| 2017年10月27日 | ソロシリーズ リーゼ                                | リーゼ                   | アーモンドの涙 おかしな魔法、おかしな夢                              | TKPR-068 | 圏外     |
| ドラマCD       |                                                    |                          |                                                                      |          |          |
| 2017年6月30日  | スィートドラマ1                                    | 双子の魔法使いリコとグリ |                                                                      | TKPR-046 | 圏外     |
| 2018年5月25日  | スィートドラマ2                                    | 双子の魔法使いリコとグリ | TKPR-077                                                             |          | 圏外     |
| 2018年7月27日  | スィートドラマ3                                    | 双子の魔法使いリコとグリ | TKPR-078                                                             |          | 圏外     |

#### VAZZROCKシリーズのCD
| 発売日         | タイトル                                                       | アーティスト               | 収録曲                                                                     | 規格品番 | 最高位   |
| アルバム       | アルバム                                                       | アルバム                   | アルバム                                                                   | アルバム | アルバム |
| -------------- | -------------------------------------------------------------- | -------------------------- | -------------------------------------------------------------------------- | -------- | -------- |
| 2018年2月23日  | bi-colorシリーズ(1)「眞宮孝明-amethyst-」                      | 眞宮孝明                   | NOT A GAME Trick Trap Trick                                                | TKPR-098 | 64位     |
| 2018年3月30日  | bi-colorシリーズ(2)「吉良凰香-pearl-」                         | 吉良凰香                   | 君ノ花 rainy rain days                                                     | TKPR-099 | 103位    |
| 2018年4月27日  | bi-colorシリーズ(3)「築二葉-topaz-」                           | 築二葉                     | もしも今すぐ神様が願いを叶えてくれるならもう決まってる LET'S GO TO HEAVEN! | TKPR-100 | 71位     |
| 2018年4月27日  | ユニットソング(1)「VAZZY vol.1 -始動-」                        | VAZZY                      | VAZZY 激奏D.I.V.E Warmth                                                   | TKPR-114 | 46位     |
| 2018年5月25日  | bi-colorシリーズ(4)「築一紗-ruby-」                            | 築一紗                     | Blurry Sorrow Time is Now…                                                 | TKPR-101 | 53位     |
| 2018年6月29日  | bi-colorシリーズ(5)「大山直助-citrine-」                       | 大山直助                   | ヒル・イナ・BABY Rose Gambler                                              | TKPR-102 | 65位     |
| 2018年7月27日  | bi-colorシリーズ(6)「白瀬優馬-peridot-」                       | 白瀬優馬                   | STARLIGHT Break New Ground                                                 | TKPR-103 | 64位     |
| 2018年8月17日  | ユニットソング(2)「ROCK DOWN vol.1 -始動-」                    | ROCK DOWN                  | ROCK DOWN 優しい世界 孤独のVampire                                         | TKPR-115 | 25位     |
| 2018年8月31日  | bi-colorシリーズ(7)「小野田翔-diamond-」                       | 小野田翔                   | 月影Innocent ZERO                                                          | TKPR-104 | 56位     |
| 2018年9月28日  | bi-colorシリーズ(8)「久慈川悠人-sapphire-」                    | 久慈川悠人                 | いろはに想ひ唄 Answer                                                      | TKPR-105 | 55位     |
| 2018年10月26日 | bi-colorシリーズ(9)「天羽玲司-emerald-」                       | 天羽玲司                   | Rendez-vous 純情グラフィティ                                               | TKPR-106 | 51位     |
| 2018年10月26日 | play of colorシリーズ(1)「小さな新メンバー現る!」              | 眞宮孝明 大山直助 立花歩   | Trust me, Trust me! 極東星霜サティスファクションズ                         | TKPR-110 | 61位     |
| 2018年11月30日 | bi-colorシリーズ(10)「立花歩-aquamarine-」                     | 立花歩                     | SHOOTING STAR!! REFRAIN                                                    | TKPR-107 | 57位     |
| 2018年12月28日 | bi-colorシリーズ(11)「大黒岳-hematite-」                       | 大黒岳                     | BREAKING THE WORLD!! アルカナの旅路                                        | TKPR-108 | 61位     |
| 2019年1月25日  | bi-colorシリーズ(12)「名積ルカ-morganite-」                    | 名積ルカ                   | Sweetie Sweet プリズム                                                     | TKPR-109 | 44位     |
| 2019年5月31日  | play of colorシリーズ(2)「be lived forwards.」                 | 吉良凰香 白瀬優馬 名積ルカ | WONDER LAND!! Tsukuyomi                                                    | TKPR-111 | 38位     |
| 2019年6月28日  | bi-colorシリーズ2ndシーズン(1)「眞宮孝明-amethyst×diamond-」   | 眞宮孝明                   | Labyrinth Home Sweet Home                                                  | TKPR-176 | 66位     |
| 2019年7月26日  | bi-colorシリーズ2ndシーズン(2)「小野田翔-diamond×pearl-」      | 小野田翔                   | Utopia 雨垂れ                                                              | TKPR-177 | 68位     |
| 2019年8月30日  | bi-colorシリーズ2ndシーズン(3)「吉良凰香-pearl×sapphire-」     | 吉良凰香                   | VACHI×VACHI Breakthrough                                                   | TKPR-178 | 60位     |
| 2019年9月27日  | bi-colorシリーズ2ndシーズン(4)「久慈川悠人-sapphire×ruby-」    | 久慈川悠人                 | いにしえ、蒼き空 閃光、花火                                                | TKPR-179 | 58位     |
| 2019年10月18日 | bi-colorシリーズ2ndシーズン(5)「築一紗-ruby×emerald-」         | 築一紗                     | GAN GAN TRAVEL No Instruction                                              | TKPR-180 | 61位     |
| 2019年11月26日 | bi-colorシリーズ2ndシーズン(6)「天羽玲司-emerald×topaz-」      | 天羽玲司                   | cRAZY night シュガーポット・ラプソディ                                     | TKPR-181 | 54位     |
| 2019年12月20日 | bi-colorシリーズ2ndシーズン(7)「築二葉-topaz×aquamarine-」     | 築二葉                     | Sing for you Sky Color                                                     | TKPR-182 | 109位    |
| 2020年1月31日  | bi-colorシリーズ2ndシーズン(8)「立花歩-aquamarine×citrine-」   | 立花歩                     | 月下美人 バイバイBoring Days!!                                             | TKPR-183 | 62位     |
| 2020年2月28日  | bi-colorシリーズ2ndシーズン(9)「大山直助-citrine×morganite-」  | 大山直助                   | iza!!! MY LOVIN'                                                           | TKPR-184 | 67位     |
| 2020年3月27日  | bi-colorシリーズ2ndシーズン(10)「名積ルカ-morganite×peridot-」 | 名積ルカ                   | In the World Heartbeat                                                     | TKPR-185 | 85位     |
| 2020年4月24日  | bi-colorシリーズ2ndシーズン(11)「白瀬優馬-peridot×hematite-」  | 白瀬優馬                   | アイノビート 夕日が丘                                                      | TKPR-186 | 105位    |
| 2020年5月29日  | bi-colorシリーズ2ndシーズン(12)「大黒岳-hematite×amethyst-」   | 大黒岳                     | Secret Spice 一夜一夜に燃えてゆけ                                          | TKPR-187 | TBA      |
| 2020年6月26日  | play of colorシリーズ(3)「いつかの話を君としよう」             | 築二葉 久慈川悠人 大黒岳   | DIVE POKER FACE!!                                                          | TKPR-112 | TBA      |
| 2020年7月31日  | play of colorシリーズ(4)「Strong taste」                       | 築一紗 小野田翔 天羽玲司   | Sue-Kiss-Sue-Kiss                                                          | TKPR-113 | TBA      |
| 2020年8月28日  | COLORシリーズ [-BLUE-] 「Once in a blue moon」                 | VAZZY                      | 絆の鳥 揺れていたいよ                                                      | TKPR-188 | TBA      |
| 2020年9月25日  | ユニットソング(3)「VAZZY vol.2 -The adventure begins here.-」  | VAZZY                      | WELCOME TO THE NEW WORLD Bottom of the water everybody say “xxx”           | TKPR-192 | TBA      |
| 2020年10月30日 | COLORシリーズ [-RED-] 「Paint the town red」                   | ROCK DOWN                  | Deep Scar 〜告解の羊〜 Impact                                              | TKPR-189 | TBA      |
| 2020年11月20日 | ユニットソング(4)「ROCK DOWN vol.2」                           | ROCK DOWN                  | 月影小唄 Go Dash JEWEL PRINCESS                                            | TKPR-193 | TBA      |
| 2020年12月25日 | COLORシリーズ [-YELLOW-] 「Yellow belly」                      | VAZZY                      | MUSIC GEM Our bonds                                                        | TKPR-190 | TBA      |
| 2021年1月29日  | COLORシリーズ [-GREEN-] 「Get the green light」                | ROCK DOWN                  | World Tree Happy Time!                                                     | TKPR-191 | TBA      |

#### infinit0のCD
| 発売日         | タイトル                             | アーティスト | 収録曲                                                  | 規格品番 | 最高位   |
| シングル       | シングル                             | シングル     | シングル                                                | シングル | シングル |
| -------------- | ------------------------------------ | ------------ | ------------------------------------------------------- | -------- | -------- |
| 2019年10月25日 | 零のヒストリア                       | 数寄川零     | 零のヒストリア                                          | TKPR-222 | 104位    |
| 2019年10月25日 | Road to my honey!!                   | 御風呂庵     | Road to my honey!!                                      | TKPR-223 | 103位    |
| ミニアルバム   |                                      |              |                                                         |          |          |
| 2019年7月26日  | ０(ゼロ)                             | infinit0     | ０×０＝∞ -インフィニート- Take it easy アドレナリンKISS | TKPR-197 | 96位     |
| ドラマCD       |                                      |              |                                                         |          |          |
| 2020年1月31日  | infinit0 Drama vol.1「とある夏の日」 | infinit0     |                                                         | TKPR-230 | 192位    |
| 2020年2月28日  | infinit0 Drama vol.2「花」           | infinit0     | TKPR-231                                                | 138位    |          |
| 2020年7月31日  | infinit0 Drama vol.3「innovation」   | infinit0     | TKPR-232                                                | TBA      |          |

#### じょんのCD
| 発売日         | タイトル                                   | アーティスト | 収録曲 | 規格品番  | 最高位   |
| シングル       | シングル                                   | シングル     | シングル | シングル  | シングル |
| -------------- | ------------------------------------------ | ------------ | --- | --------- | -------- |
| 2015年10月16日 | 大豆好きな君へ                             | じょん       | 大豆好きな君へ ジュネス | TKPR-014  | 90位     |
| アルバム       |                                            |              | |           |          |
| 2014年11月14日 | はじまりの日                               | じょん       | 星のまにまに ROBOT MEETS GIRL 東京ダンパー SAZANKA いない いない はじまりの日 アカネイロ 君の知らない街で 夜の光                       | TKUT-0036 | 185位    |
| 2016年3月25日  | Akira Takizawa Piano Collections -Prelude- | じょん       | ラダ・キアナ DARK MOON ANGEL 遠雷 SEXY☆SENSE Shall We Dance? いつかの夏祭り 黄昏のメロディア ロミオ -ROMEO 旅立ちのエール 空想のレトロ | TKPR-016  | 285位    |
| 2019年10月4日  | LET IT BE -君が君らしくあるように-         | じょん       | LET IT BE 君がそばにいるように RE:START せみしぐれ 青春の神さま                                                                        | TKPR-220  | 223位    |

#### ZIXのCD
| 発売日        | タイトル   | アーティスト | 収録曲                          | 規格品番  | 最高位   |
| シングル      | シングル   | シングル     | シングル                        | シングル  | シングル |
| ------------- | ---------- | ------------ | ------------------------------- | --------- | -------- |
| 2020年9月11日 | Z.I.X.A.G. | ZIX          | Z.I.X.A.G. アウトサイダーダンス | SNPR-0004 | TBA      |
| 2021年2月26日 | Break It!  | ZIX          | Break It! OverLoad              | SNPR-0005 | TBA      |
| アルバム      |            |              |                                 |           |          |
| 2018年3月23日 | brilliant  | ZIX          | brilliant BML                   | SNPR-0001 | 84位     |

#### 帷（とばり）のCD
| 発売日        | タイトル               | アーティスト | 収録曲                                 | 規格品番  | 最高位   |
| アルバム      | アルバム               | アルバム     | アルバム                               | アルバム  | アルバム |
| ------------- | ---------------------- | ------------ | -------------------------------------- | --------- | -------- |
| 2020年4月24日 | 序 -ハジマリ-          | 帷（とばり） | 激情ノ彼方 Real in the dark 孤夜の共鳴 | SNPR-0002 | 圏外     |
| ドラマCD      |                        |              |                                        |           |          |
| 2020年7月31日 | 帷 Drama「innovation」 | 帷（とばり） |                                        | SNPR-0003 | TBA      |

#### pioniXのCD
| 発売日         | タイトル              | アーティスト | 収録曲   | 規格品番  | 最高位   |
| シングル       | シングル              | シングル     | シングル | シングル  | シングル |
| -------------- | --------------------- | ------------ | -------- | --------- | -------- |
| 2020年11月27日 | pioniX 「Xtory -起-」 | pioniX       |          | PNIX-0001 | TBA      |
| 2020年12月25日 | pioniX 「Xtory -承-」 | pioniX       |          | PNIX-0002 | TBA      |
| 2021年1月29日  | pioniX 「Xtory -転-」 | pioniX       |          | PNIX-0003 | TBA      |
| 2021年2月26日  | pioniX 「Xtory -結-」 | pioniX       |          | PNIX-0004 | TBA      |

#### その他のCD
| 発売日         | タイトル                                      | アーティスト  | 収録曲                                   | 規格品番 | 最高位   |
| シングル       | シングル                                      | シングル      | シングル                                 | シングル | シングル |
| -------------- | --------------------------------------------- | ------------- | ---------------------------------------- | -------- | -------- |
| 2015年10月23日 | ツキプロシリーズ「Welcome to the Wonderland」 | 月城奏 黒月大 | Welcome to the Wonderland キミトステップ | TKPR-015 | 75位     |
| 2017年8月11日  | 犬小屋ちゃんねる OP/ED CD「ONE CALL」         | WAOOON        | ONE CALL ワンフレーズ                    | TKPR-079 | 圏外     |

### アプリ
ツキノパーク
2015年4月30日よりAndroid、6月2日よりiPhone向けに配信されている公式アプリ。通称「ツキパ」。
ミニゲームや書き下ろしのショートストーリーが配信されており、ツキノ芸能プロダクションに所属するアイドルが登場する。
2019年7月8日に「ツキノワールド」に改称、大幅アップデートが実施された。
2022年7月19日にサービスが終了した。

ツキノパラダイス。
2017年4月26日よりAndroid及びiPhone向けに配信されている音楽ゲーム。通称「ツキパラ。」。
ツキウタ。シリーズ、SQシリーズ、ALIVEシリーズ、劇団アルタイルの楽曲及びキャラクターが配信されており、彼らを寮に住まわせて育成することも可能である。
各シリーズごとにドラマパートが配信されており、これらをクリアすることによって楽曲の解放が可能となっている。
2020年2月5日にサービスが終了した。

### 書籍
アニメ版を原作とした『TSUKIPRO THE ANIMATION』（作画：朝谷コトリ）がコミックZERO-SUMにて2018年9月号から2019年8月号まで連載された。
- 『ツキプロSS アンソロジー』、ZERO-SUMコミックス、2018年7月25日発売、ISBN 978-4-7580-3375-6
- 『TSUKIPRO THE ANIMATION』、ZERO-SUMコミックス
  1. 2019年1月25日発売、ISBN 978-4-7580-3410-4 / 特装版 ISBN 978-4-7580-3411-1
  2. 2019年7月25日発売、ISBN 978-4-7580-3451-7 / 特装版 ISBN 978-4-7580-3452-4

## バラエティ番組
『ツキプロch.』のタイトルで、2016年4月6日から6月22日まで毎週水曜日23時よりTOKYO MXにて放送されていた。同年10月7日から12月30日までには毎週金曜日23時30分より同局にてシーズン2が放送された。略称は「ツキチャ」など。

### 放送リスト

#### シーズン1
| 2016年 | 2016年  | 2016年 |
| 回     | 放送日  | 内容 |
| ------ | ------- | --- |
| 1      | 4月6日  | ｢Bar SolidS｣予告編 ｢Growth癒しの部屋｣予告編 ｢ツキクラ｣ 新人声優発掘プロジェクト｢ツキプロ ミュージックグランプリ2016｣のオーディション模様 |
| 2      | 4月13日 | ｢Growth癒しの部屋｣1 癒しをテーマにさまざまなトークを展開 今回のテーマは癒される場所 ｢ツキクラ｣ 自己紹介1                                 |
| 3      | 4月20日 | ｢Growth癒しの部屋｣2 今回のテーマは癒される写真 ｢ツキクラ｣ 自己紹介2                                                                      |
| 4      | 4月27日 | ｢Bar SolidS｣1 オススメのカクテルを紹介し、音楽やプライベートについて語る ｢ツキクラ｣ 演技特訓の一環として初音声収録にチャレンジ           |
| 5      | 5月4日  | ｢Bar SolidS｣2 ｢ツキクラ｣ 音声収録に参戦                                                                                                  |
| 6      | 5月11日 | ｢Growth癒しの部屋｣3 今回のテーマ好きなグルメ ｢ツキクラ｣ ボーカルレッスン                                                                 |
| 7      | 5月18日 | ｢Bar SolidS｣3 お酒の話やメンバー間の仲良しエピソードを紹介 ｢ツキクラ｣ ダンスレッスン                                                     |
| 8      | 5月25日 | ｢Growth癒しの部屋｣4 今回のテーマは一緒にいると癒される人物 ｢ツキクラ｣ 歌・ダンス・朗読劇の発表会                                         |
| 9      | 6月1日  | ｢Growth癒しの部屋｣5 使っている癒されアイテムを持参し、癒しポイントを解説 ｢ツキクラ｣ キャンプ合宿1                                        |
| 10     | 6月8日  | ｢Bar SolidS｣4 恋愛トークに発展し、ちょっぴり切ないエピソードを披露 ｢ツキクラ｣ キャンプ合宿2 CDデビューに向けたメンバーの決意表明         |
| 11     | 6月15日 | ｢Growth癒しの部屋｣6 今回のテーマはメンバー全員で一緒に行きたい場所 ｢ツキクラ｣ キャンプ合宿3 動物になりきって即興アフレコに挑戦           |
| 12     | 6月22日 | ｢SOARAの泣きつき処｣ 予告編 ｢ツキクラ｣アニメオーディション結果発表 CDデビューに向けての意気込み ｢Bar SolidS｣ 総集編・未放送シーン         |

#### シーズン2
| 2016年 | 2016年   | 2016年 |
| 回     | 放送日   | 内容 |
| ------ | -------- | --- |
| 1      | 10月7日  | ｢ニクいぜGrowth｣1 高級焼肉を賭けてお題に答える大喜利風トーク ｢ツキクラ｣ 夏に行われたホールイベント模様、ユニット選抜結果                           |
| 2      | 10月14日 | ｢SOARAの泣きつき処｣1 視聴者の悩みに答える。今回は豊永利行・小野友樹 ｢ツキクラ｣ 彼らが担当するキャラクターと初対面、今後の意気込み                  |
| 3      | 10月21日 | ｢TEA SALON QUELL｣1 世界各国のお茶を嗜みながらトークを展開 ｢ツキステ｣ メンバーによるスペシャル座談会、 ツキクラメンバーと劇団アルタイルの初対面後編 |
| 4      | 10月28日 | ｢SOARAの泣きつき処｣2 今回は古川慎・村田太志・沢城千春 ｢ツキクラ｣ CDジャケットの撮影風景とジャケット初解禁                                          |
| 5      | 11月4日  | ｢CAFE SolidS｣1 喫茶店で小学生から現在までの趣味遍歴を語り合う 今回は花江夏樹 ｢ツキクラ｣ デビューCDのMV撮影の様子                                   |
| 6      | 11月11日 | ｢ニクいぜGrowth｣2 今回は珍回答連発でカオスな展開 ｢ツキクラ｣ Rigelの楽曲レコーディング                                                              |
| 7      | 11月18日 | ｢CAFE SolidS｣2 今回は斉藤壮馬 ｢ツキクラ｣ Regulusの楽曲収録                                                                                         |
| 8      | 11月25日 | ｢TEA SALON QUELL｣2 お金に関する考えを語る。QUELLの音楽性やキャラクターの考察 ｢ツキクラ｣ 劇団アルタイルのボイス収録現場                             |
| 9      | 12月2日  | ｢ニクいぜGrowth｣3 恋人をキュンとさせる一言というお題 ｢ツキクラ｣ 劇団アルタイルのスペシャルボイスドラマ                                             |
| 10     | 12月9日  | ｢CAFE SolidS｣3 今回は梅原裕一郎 ｢ツキクラ｣ これまでの活動の軌跡を振り返る                                                                          |
| 11     | 12月16日 | ｢SOARAの泣きつき処｣3 今回は古川慎・村田太志・沢城千春 ｢ツキクラ｣ クラフェスに向けた合宿の模様                                                      |
| 12     | 12月23日 | ｢CAFE SolidS｣4 今回は江口拓也 ｢ツキクラ｣ 強化合宿後編                                                                                              |
| 13     | 12月30日 | 特別編 2016年12月13日に開催されたイベント 『TSUKINO CROWD FESTIVAL 2016 WINTER』の模様                                                             |

### DVD
| 巻 | 発売日         | 収録回          | 規格品番  | 規格品番  |
| 巻 | 発売日         | 収録回          | 通常版    | 特装版    |
| -- | -------------- | --------------- | --------- | --------- |
| 1  | 2016年9月30日  | 第1回 - 第3回   | MOVC-0100 | MOVC-0101 |
| 2  | 2016年10月28日 | 第4回 - 第6回   | MOVC-0102 | MOVC-0103 |
| 3  | 2016年11月25日 | 第7回 - 第9回   | MOVC-0104 | MOVC-0105 |
| 4  | 2016年12月23日 | 第10回 - 第12回 | MOVC-0106 | MOVC-0107 |

| 巻 | 発売日        | 収録回          | 規格品番  | 規格品番  |
| 巻 | 発売日        | 収録回          | 通常版    | 特装版    |
| -- | ------------- | --------------- | --------- | --------- |
| 1  | 2017年2月24日 | 第1回 - 第3回   | MOVC-0108 | MOVC-0109 |
| 2  | 2017年3月24日 | 第4回 - 第6回   | MOVC-0110 | MOVC-0111 |
| 3  | 2017年4月28日 | 第7回 - 第9回   | MOVC-0112 | MOVC-0113 |
| 4  | 2017年5月26日 | 第10回 - 第12回 | MOVC-0114 | MOVC-0115 |

## Webラジオ

### 犬小屋ちゃんねる
2016年7月7日から2017年3月16日にかけて隔週木曜日にYouTube上で配信されていた動画付きの情報番組。じょんと寺島惇太の二名（ユニット名は「WAOOON」）による手作り番組の体裁を取っている。略称は「犬ちゃ」。
過去の放送も含めて基本的に視聴は無料だが、アニメイトチャンネル及びdアニメストア上では特典映像付きの有料配信も行われている。

### infinit0 ラジオ
2018年12月30日から2019年7月26日にかけて金曜日(隔週放送：第0回~第7回、毎週放送：第8回~第23回)にツキプロYoutubeチャンネルにて配信されていたinfinit0の数寄川零(CV:田所陽向)と御風呂庵(CV:千葉瑞己)の2名によるWebラジオ。
計26回配信されている(呂庵バースデー回、零バースデー回含む)。
「仕事に、勉強、家事、その他、毎日を頑張るあなたに、ちょっとした楽しみと癒しを」をモットーにゆったりまったりとした贅沢時間をお届けしている。合わせてツキプロ情報、ツキプロ楽曲も放送している。略称は「フィニラジ」。
。

### ツキプロ★ナイト
2019年4月5日から2020年3月28日にかけて毎週金曜日25:00-25:30(リピート放送:月曜日13:00-13:30)に文化放送超!A&G+にて放送されていたツキプロ初の公式ラジオ。
infinit0の数寄川零役田所陽向と御風呂庵役千葉瑞己の2名によるツキプロに関する様々のゲストをお迎えし、お送りするトーク番組。略称は「ツキナイ」。

## テレビアニメ

### TSUKIPRO THE ANIMATION
第1期『TSUKIPRO THE ANIMATION』（ツキプロ・ジ・アニメーション）は、2017年10月より12月までTOKYO MXほかにて放送された。公式による通称は「プロアニ」。アニメーション制作を務めるピー・アール・エーにとって30分枠および自社単独では初の元請制作作品となる。
2016年12月4日に開催された「ツキプロ祭・冬の陣」の夜公演「そりくべ祭」においてテレビアニメ化企画が進行中であることが発表された。
『ツキウタ。 THE ANIMATION』では『ツキウタ。』シリーズの男性アイドルであるSix GravityとProcellarumを中心とした物語が展開されたのに対し、今作ではSolidS・QUELL・SOARA・Growthの4組を中心とした物語が描かれる。
第2期『TSUKIPRO THE ANIMATION2』は、第1期最終話にて制作決定が発表され、2021年7月より放送を開始。新型コロナウイルスに伴い第9話以降の放送・配信延期を挟んだ後、同年10月より改めて放送を開始。

#### スタッフ
|                             | 第1期                                                 | 第2期                                               |
| --------------------------- | ----------------------------------------------------- | --------------------------------------------------- |
| 原作・ストーリー原案        | ふじわら（ムービック）                                | ふじわら（ムービック）                              |
| キャラクター原案            | 沙月ゆう（SQシリーズ）、志島とひろ（ALIVEシリーズ）   | 沙月ゆう（SQシリーズ）、志島とひろ（ALIVEシリーズ） |
| 総監督                      | 元永慶太郎                                            |                                                     |
| 監督                        | 松村樹里亜                                            | きみやしげる                                        |
| シリーズ構成                | 吉田玲子                                              | 関根聡子                                            |
| キャラクターデザイン        | 岡真里子                                              | 原田峰文                                            |
| 総作画監督                  | 岡真里子、小園菜穂、木村友美                          | 原田峰文、橋本純一、﨑口さおり                      |
| プロップデザイン            | 岩畑剛一                                              | 小川浩                                              |
| 美術設定                    | 大平司                                                | 大平司                                              |
| 美術監督                    | Scott MacDonald                                       | Scott MacDonald                                     |
| 色彩設計                    | 山口由希子                                            | 山口由希子                                          |
| 撮影監督                    | 林昭夫                                                | 重家優子                                            |
| 編集                        | 木村祥明                                              | 須藤瞳                                              |
| 音響監督                    | えびなやすのり                                        | えびなやすのり                                      |
| 作中音楽                    | タナカノブマサ、田中智之                              | 印南俊太朗                                          |
| 作中音楽制作                | AZクリエイティブ                                      | Precious tone                                       |
| 作中音楽 プロデューサー     | 堀京子                                                | 佐藤純之介                                          |
| プロデューサー              | 稲垣卓、杉浦美沙紀                                    | 稲垣卓、杉浦美沙紀                                  |
| プロデューサー              | 阪本義樹、大中靖裕、今和泉翔光 鴨志田悠紀子、市井美帆 | 髙梨舞                                              |
| 制作プロデューサー          | 和田京子                                              | 髙橋恭平                                            |
| アニメーション制作          | ピー・アール・エー                                    | ピー・アール・エー                                  |
| アニメーション プロデュース | AZクリエイティブ                                      | 阪本義樹                                            |
| 製作                        | プロアニ製作委員会                                    | プロアニ2製作委員会                                 |

#### 主題歌
特記ない限り、「SolidS」「SOARA」「Growth」楽曲の作詞・作曲・編曲は滝沢章、「QUELL」楽曲の作詞・作曲・編曲ははまたけし。

##### オープニングテーマ
| 曲名             | 歌     | 使用話 |
| ---------------- | ------ | ------ |
| Burny!!!         | SolidS | 1,5,9  |
| エリアル -ALIEL- | SOARA  | 2,6,10 |
| Because you are  | QUELL  | 3,7,11 |
| 魔法のキズナ     | Growth | 4,8,12 |

| 曲名             | 歌     | 使用話 |
| ---------------- | ------ | ------ |
| LOVE 'Em ALL     | SolidS | 1,5,11 |
| Gonna Be Alright | SOARA  | 2,6,10 |
| YOUR FREEDOM     | QUELL  | 3,7,9  |
| 自由の旅路       | Growth | 4,8,12 |

##### エンディングテーマ
| 曲名                               | 歌                           | 使用話 |
| ---------------------------------- | ---------------------------- | ------ |
| 桜花爛漫                           | SolidS                       | 1      |
| FRIEND                             | SOARA                        | 2      |
| 小さな世界                         | QUELL                        | 3      |
| one day...                         | Growth                       | 4      |
| Back On Track                      | SolidS                       | 5      |
| スタートライン 〜Boys, Be Mighty〜 | SOARA                        | 6      |
| Above the best                     | QUELL                        | 7      |
| パラレル・リネージュ               | Growth                       | 8      |
| 運命を越える”Venga”                | SolidS                       | 9      |
| 未来への贈り物                     | SOARA                        | 10     |
| ありがとう                         | QUELL                        | 11     |
| 陽だまりに咲く                     | Growth                       | 12     |
| Dear Dreamer,                      | SOARA・Growth・SolidS・QUELL | 13     |

| 曲名               | 歌                                 | 使用話 |
| ------------------ | ---------------------------------- | ------ |
| KAN-ZEN-OFF-MODE   | SolidS                             | 1      |
| LET IT BE          | SOARA                              | 2      |
| 僕を誘う声         | QUELL                              | 3      |
| 衛星のシルヴィス   | Growth                             | 4      |
| 名残鬼             | 守人・宗司・剣介・涼太・志季・翼   | 5      |
| 神解けに当たる時   | 空・廉・望・里津花・大・柊羽・英知 | 6      |
| 月野夏夢祭         | 昴輝・衛・壱星・壱流               | 7      |
| 忘れかけたもの     | Growth                             | 8      |
| 夜通しの黙考       | QUELL                              | 9      |
| ひみつのトレジャー | SOARA                              | 10     |
| 髪飾りとコサージュ | SolidS                             | 11     |
| Elements           | 大原空・藤村衛・篁志季・和泉柊羽   | 12     |
| Best Wishes,       | SOARA・Growth・SolidS・QUELL       | 13     |

##### 挿入歌
第13話ではオープニングテーマ・エンディングテーマ全曲が挿入歌として使用された。
| 曲名                | 歌                                                     | 使用話 | 作詞・作曲・編曲                                      |
| ------------------- | ------------------------------------------------------ | ------ | ----------------------------------------------------- |
| Shall We Dance?     | 世良里津花（花江夏樹） 村瀬大（梅原裕一郎） （SolidS） | 1,2-6  |                                                       |
| 東京LOVEジャンキー  | SolidS                                                 | 1      |                                                       |
| CRAZY BABY SHOW     | SolidS                                                 | 1      |                                                       |
| マクガフィン        | SOARA                                                  | 2      |                                                       |
| BELIEVER〜祈り〜    | QUELL                                                  | 3,2-3  |                                                       |
| 蒼い水              | QUELL                                                  | 3,5    |                                                       |
| Midnight Mystery    | SolidS                                                 | 5      |                                                       |
| 雨上がりのUFO       | SOARA                                                  | 5,6    |                                                       |
| 自由の鳥            | Growth                                                 | 5      |                                                       |
| ツキウサ。体操      | 月城奏（山中真尋） 黒月大（間宮康弘）                  | 6      | 作詞・作曲は月野尊 編曲は滝沢章                       |
| Summer Session      | SOARA                                                  | 6,2-10 |                                                       |
| Wonder Wand         | SOARA                                                  | 6      |                                                       |
| CORONA              | Growth                                                 | 6      |                                                       |
| GRAVITIC-LOVE       | Six Gravity                                            | 6      | 作詞・作曲は月野尊 編曲はzakbeeとKAN TAKAHIKO         |
| Seafloor            | QUELL                                                  | 6      |                                                       |
| KARA DA KARA        | SolidS                                                 | 6      |                                                       |
| LOLV -Lots of Love- | Procellarum                                            | 6      | 作詞・作曲は月野尊 編曲はKAN TAKAHIKOとzakbee         |
| brilliant           | ZIX                                                    | 8      | 作詞はAnnabel 作曲・編曲は田口囁一                    |
| セピア-SEPIA-       | 朝霧あかね（福原香織）                                 | 8      | 作詞・作曲・編曲はじょん                              |
| ルクレシア          | Growth                                                 | 8      |                                                       |
| ラダキアナ          | Growth                                                 | 11     |                                                       |
| S.O.A.R.A           | SOARA                                                  | 11,2-2 |                                                       |
| 月野音頭            | 五東由衣                                               | 2-7    | 作詞は言乃葉たま 作曲・編曲は大山曜                   |
| 今宵はRAMEN Z       | COOLASH                                                | 2-10   | 作詞・作曲は渡邊カズヒロ 編曲は渡邊カズヒロと礒江俊道 |

#### 各話リスト
| 話数  | サブタイトル                       | 脚本       | 絵コンテ         | 演出           | 作画監督                                                             | 初放送日       |       |       |       |       |       |       |       |       |       |       |       |       |       |       |       |       |       |       |
| 第1期 | 第1期                              | 第1期      | 第1期            | 第1期          | 第1期                                                                | 第1期          | 第1期 | 第1期 | 第1期 | 第1期 | 第1期 | 第1期 | 第1期 | 第1期 | 第1期 | 第1期 | 第1期 | 第1期 | 第1期 | 第1期 | 第1期 | 第1期 | 第1期 | 第1期 |
| ----- | ---------------------------------- | ---------- | ---------------- | -------------- | -------------------------------------------------------------------- | -------------- | ----- | ----- | ----- | ----- | ----- | ----- | ----- | ----- | ----- | ----- | ----- | ----- | ----- | ----- | ----- | ----- | ----- | ----- |
| #1    | 桜花爛漫                           | 吉田玲子   | 松村樹里亜       | 松村樹里亜     | 原田峰文 大谷道子 鈴木春香                                           | 2017年 10月4日 |       |       |       |       |       |       |       |       |       |       |       |       |       |       |       |       |       |       |
| #2    | FRIEND                             | 中村能子   | 岩畑剛一         | 山口頼房       | 原田峰文 大谷道子 鈴木春香                                           | 10月11日       |       |       |       |       |       |       |       |       |       |       |       |       |       |       |       |       |       |       |
| #3    | 小さな世界                         | 山田由香   | 沖田宮奈         | 川奈可奈       | 井之川慎太郎 清水博幸 鈴木恵 塚本歩 日高真由美 瀧原祥子 酒井秀基     | 10月18日       |       |       |       |       |       |       |       |       |       |       |       |       |       |       |       |       |       |       |
| #4    | one day...                         | 吉田玲子   | 麦野アイス       | 武蔵野ジョウジ | 原田峰文 青木真理子 服部憲知 高田三郎 輿石暁 山石まい 椎葉幹朗       | 10月25日       |       |       |       |       |       |       |       |       |       |       |       |       |       |       |       |       |       |       |
| #5    | Back On Track                      | 吉田玲子   | 岩畑剛一         | 吉田俊司       | 渡邉一平太 前場健次 今泉竜太 和田賢人                                | 11月1日        |       |       |       |       |       |       |       |       |       |       |       |       |       |       |       |       |       |       |
| #6    | スタートライン 〜Boys, Be Mighty〜 | 中村能子   | こでらかつゆき   | 元永慶太郎     | 原田峰文 上原史也 大谷道子 鈴木春香 中島美子                         | 11月8日        |       |       |       |       |       |       |       |       |       |       |       |       |       |       |       |       |       |       |
| #7    | Above the best                     | 山田由香   | 岩畑剛一         | 山口頼房       | 木村なづき 橋本正則 添田直子 かわむらあきお 秦野好紹                 | 11月15日       |       |       |       |       |       |       |       |       |       |       |       |       |       |       |       |       |       |       |
| #8    | パラレル・リネージュ               | 平見瞠     | 沖田宮奈         | 武市直子       | 小島絵美 本多みゆき 萩原正人 浪上悠里                                | 11月22日       |       |       |       |       |       |       |       |       |       |       |       |       |       |       |       |       |       |       |
| #9    | 運命を越える”Venga”                | 吉田玲子   | 麦野アイス       | 葛谷直行       | 原田峰文 上原史也 大谷道子 鈴木春香 服部憲知 川口百合恵              | 11月29日       |       |       |       |       |       |       |       |       |       |       |       |       |       |       |       |       |       |       |
| #10   | 未来への贈り物                     | 中村能子   | 沖田宮奈         | 小野歩         | 粟井重紀 隠岐一寛 齋藤香織 重松晋一 Jang min ho                      | 12月6日        |       |       |       |       |       |       |       |       |       |       |       |       |       |       |       |       |       |       |
| #11   | ありがとう                         | 山田由香   | 葛谷直行         | 吉田俊司       | 原田峰文 鈴木春香 服部憲知 前場健次 今泉竜太 野村美織 渡邊一平太     | 12月13日       |       |       |       |       |       |       |       |       |       |       |       |       |       |       |       |       |       |       |
| #12   | 陽だまりに咲く                     | 平見瞠     | 岩畑剛一         | 大宅光子       | 原田峰文 大谷道子                                                    | 12月20日       |       |       |       |       |       |       |       |       |       |       |       |       |       |       |       |       |       |       |
| #13   | TSUKIPRO LIVE 2017 WINTER CARNIVAL | ふじわら   | 松村樹里亜       | 松村樹里亜     | 岡真里子 小園菜穂 木村友美 大谷道子 鈴木春香 齋藤香織                | 12月27日       |       |       |       |       |       |       |       |       |       |       |       |       |       |       |       |       |       |       |
| 第2期 |                                    |            |                  |                |                                                                      |                |       |       |       |       |       |       |       |       |       |       |       |       |       |       |       |       |       |       |
| #1    | 僕たちは朝起きるのが待てなかった   | 関根聡子   | きみやしげる     | きみやしげる   | 花井柚都子 手島典子 梶浦紳一郎                                       | 2021年 7月7日  |       |       |       |       |       |       |       |       |       |       |       |       |       |       |       |       |       |       |
| #2    | LET IT BE                          | 関根聡子   | きみやしげる     | 嵯峨敏         | 花井柚都子 手島典子 梶浦紳一郎                                       | 7月14日        |       |       |       |       |       |       |       |       |       |       |       |       |       |       |       |       |       |       |
| #3    | 残すもの、残るもの、それから       | 松田恵里子 | 渡部穏寛         | 内堀雅人       | はっとりますみ 柳瀬譲二 Suwarin Promjutikanon Chotanan Pipobworachai | 7月21日        |       |       |       |       |       |       |       |       |       |       |       |       |       |       |       |       |       |       |
| #4    | ONLINE                             | 恵村まお   | 島崎奈々子       | 吉田俊司       | 花井柚都子 手島典子 梶浦紳一郎 薮田裕希                              | 7月28日        |       |       |       |       |       |       |       |       |       |       |       |       |       |       |       |       |       |       |
| #5    | 月野百鬼夜行『虚の刀』             | 関根聡子   | 室谷靖           | 岩田義彦       | 河井淳 服部益実 兵頭敬                                               | 8月4日         |       |       |       |       |       |       |       |       |       |       |       |       |       |       |       |       |       |       |
| #6    | 月野百鬼夜行『神解けの出会い』     | 恵村まお   | RoydenB          | 玉田博         | 吉田龍一郎 和田伸一 田中亜優 牛之濱由惟 二宮奈那子 橋本明日美        | 8月11日        |       |       |       |       |       |       |       |       |       |       |       |       |       |       |       |       |       |       |
| #7    | 月野百鬼夜行『夏夢祭～重～』       | 松田恵里子 | 島崎奈々子       | 湖山禎崇       | 手島典子 梶浦紳一郎 薮田裕希                                         | 8月18日        |       |       |       |       |       |       |       |       |       |       |       |       |       |       |       |       |       |       |
| #8    | 遠い向日葵                         | 恵村まお   | 狩野信文         | 藏本穂高       | ごとうじゅんじ 齊藤佳子 神田岳 渡辺はるか 清水勝祐 斉藤香織          | 8月25日        |       |       |       |       |       |       |       |       |       |       |       |       |       |       |       |       |       |       |
| #9    | I overthink.                       | 松田恵里子 | きみやしげる     | 嵯峨敏         | 手島典子 薮田裕希 梶浦紳一郎                                         | 12月1日        |       |       |       |       |       |       |       |       |       |       |       |       |       |       |       |       |       |       |
| #10   | We can fly in the sky!             | 関根聡子   | 室谷靖           | 吉田俊司       | 花井柚都子 手島典子 薮田裕希 梶浦紳一郎                              | 12月8日        |       |       |       |       |       |       |       |       |       |       |       |       |       |       |       |       |       |       |
| #11   | 君に咲く花                         | 恵村まお   | ワタナベシンイチ | 藏本穂高       | 朝岡卓矢 神田岳 ごとうじゅんじ 斉藤香織 清水勝祐 服部益実 渡辺はるか | 12月15日       |       |       |       |       |       |       |       |       |       |       |       |       |       |       |       |       |       |       |
| #12   | 夢の先                             | 松田恵里子 | RoydenB          | 島崎奈々子     | 手島典子 薮田裕希 梶浦紳一郎                                         | 12月22日       |       |       |       |       |       |       |       |       |       |       |       |       |       |       |       |       |       |       |
| #13   | TSUKIPRO LIVE 2021 SUMMER CARNIVAL | ふじわら   | きみやしげる     | きみやしげる   | 手島典子 薮田裕希 梶浦紳一郎                                         | 12月29日       |       |       |       |       |       |       |       |       |       |       |       |       |       |       |       |       |       |       |

#### 放送局
| 放送期間                 | 放送時間                     | 放送局     | 対象地域 | 備考                      |
| ------------------------ | ---------------------------- | ---------- | -------- | ------------------------- |
| 2017年10月4日 - 12月27日 | 水曜 22:30 - 23:00           | TOKYO MX   | 東京都   |                           |
|                          | 水曜 23:00 - 23:30           | KBS京都    | 京都府   |                           |
| 2017年10月5日 - 12月28日 | 木曜 0:30 - 1:00（水曜深夜） | サンテレビ | 兵庫県   |                           |
|                          | 木曜 1:30 - 2:00（水曜深夜） | BS11       | 日本全域 | BS放送 / 『ANIME+』枠     |
|                          | 木曜 2:05 - 2:35（水曜深夜） | テレビ愛知 | 愛知県   |                           |
| 2017年10月6日 - 12月29日 | 金曜 20:00 - 20:30           | AT-X       | 日本全域 | CS放送 / リピート放送あり |

| 配信開始日     | 配信時間           | 配信サイト                           |
| -------------- | ------------------ | ------------------------------------ |
| 2017年10月5日  | 火曜 12:00 更新    | dアニメストア / アニメイトチャンネル |
| 2017年10月11日 | 水曜 22:00 - 22:30 | AbemaTV                              |

| 放送期間                                             | 放送時間                                                  | 放送局     | 対象地域 | 備考                                 |
| ---------------------------------------------------- | --------------------------------------------------------- | ---------- | -------- | ------------------------------------ |
| 2021年7月7日 - 8月25日 2021年10月6日 - 12月29日      | 水曜 22:30 - 23:00                                        | TOKYO MX   | 東京都   |                                      |
| 2021年7月7日 - 8月25日 2021年10月9日 - 2022年1月1日  | 水曜 23:00 - 23:30 土曜 23:00 - 23:30                     | KBS京都    | 京都府   |                                      |
| 2021年7月8日 - 8月26日 2021年10月9日 - 2022年1月1日  | 木曜 0:00 - 0:30（水曜深夜） 土曜 22:30 - 23:00           | サンテレビ | 兵庫県   |                                      |
| 2021年7月8日 - 8月26日 2021年10月6日 - 12月29日      | 木曜 0:30 - 1:00（水曜深夜） 土曜 22:30 - 23:00           | BS日テレ   | 日本全域 | BS放送 / 『アニメにむちゅ〜』枠      |
| 2021年7月8日 - 8月26日 2021年10月11日 - 2022年1月4日 | 木曜 1:40 - 2:10（水曜深夜） 火曜 1:30 - 2:00（月曜深夜） | テレビ愛知 | 愛知県   | 最終回のみ曜日変更                   |
| 2021年7月8日 - 8月26日 2021年11月18日 - 12月30日     | 木曜 21:00 - 21:30 水曜 18:00 - 18:30                     | AT-X       | 日本全域 | CS放送 / 字幕放送 / リピート放送あり |

| 配信開始日                 | 配信時間        | 配信サイト |
| -------------------------- | --------------- | --- |
| 2021年7月7日 2021年10月6日 | 水曜 22:30 更新 | ABEMA |
| 2021年7月12日 2021年10月   | 月曜 12:00 更新 | dアニメストア U-NEXT アニメ放題 J:COMオンデマンド みるプラス Hulu FOD ひかりTV ニコニコチャンネル ニコニコ生放送 GYAO! バンダイチャンネル Amazon Prime Video クランクイン！ビデオ |

#### BD / DVD
| 巻 | 発売日         | 収録話          | 規格品番 | 規格品番 |
| 巻 | 発売日         | 収録話          | BD       | DVD      |
| -- | -------------- | --------------- | -------- | -------- |
| 1  | 2017年12月22日 | 第1話 - 第2話   | ATKP-1   | ATKP-2   |
| 2  | 2018年1月26日  | 第3話 - 第4話   | ATKP-3   | ATKP-4   |
| 3  | 2018年2月23日  | 第5話 - 第6話   | ATKP-5   | ATKP-6   |
| 4  | 2018年3月23日  | 第7話 - 第8話   | ATKP-7   | ATKP-8   |
| 5  | 2018年4月27日  | 第9話 - 第10話  | ATKP-9   | ATKP-10  |
| 6  | 2018年5月18日  | 第11話 - 第12話 | ATKP-11  | ATKP-12  |
| 7  | 2018年6月15日  | 第13話          | ATKP-13  | ATKP-14  |

| 巻 | 発売日         | 収録話          | 規格品番 | 規格品番 |
| 巻 | 発売日         | 収録話          | BD       | DVD      |
| -- | -------------- | --------------- | -------- | -------- |
| 1  | 2021年11月26日 | 第1話 - 第2話   | ATKP-25  | ATKP-26  |
| 2  | 2021年12月24日 | 第3話 - 第4話   | ATKP-27  | ATKP-28  |
| 3  | 2022年1月28日  | 第5話 - 第6話   | ATKP-29  | ATKP-30  |
| 4  | 2022年2月25日  | 第7話 - 第8話   | ATKP-31  | ATKP-32  |
| 5  | 2022年3月25日  | 第9話 - 第10話  | ATKP-33  | ATKP-34  |
| 6  | 2022年4月29日  | 第11話 - 第12話 | ATKP-35  | ATKP-36  |
| 7  | 2022年5月27日  | 第13話          | ATKP-37  | ATKP-38  |

### VAZZROCK THE ANIMATION
VAZZROCK（VAZZY・ROCK DOWN）を中心とした『VAZZROCK THE ANIMATION』が2022年10月から12月までTOKYO MXほかにて放送された。通称は「バズアニ」。

#### スタッフ（バズアニ）
- 原作・ストーリー原案・ツキプロ総合プロデューサー - ふじわら[17]
- 監督 - 高本宣弘[17]
- シリーズ構成 - 松田恵里子[17]
- キャラクター原案・キャラクターデザイン - 夏生[17]
- オフィシャルちびキャライラスト - 津田コヨリ[17]
- 総作画監督 - 原田峰文[17]、花井柚都子[17]、上原史也
- 衣装デザイン - 大木綾子[17]
- プロップデザイン - 小川浩[17]
- 美術設定 - 大平司[17]
- 美術監督 - Scott MacDonald[17]
- 色彩設計 - 山口由希子[17]
- 撮影監督 - 加納篤[17]
- 編集 - 須藤瞳[17]
- 音響監督 - 濱野高年[17]
- 作中音楽 - 印南俊太朗[17]
- 作中音楽制作 - Precious tone[17]
- プロデューサー - m.o、杉浦美沙紀、伊藤憲祐
- アニメーション制作統括 - 中川忍[17]
- アニメーション制作 - ピー・アール・エー[17]
- アニメーションプロデュース - 阪本義樹[17]
- 製作 - バズアニ製作委員会[17]

#### 主題歌（バズアニ）
「Fly High」
VAZZYによるオープニングテーマ。作詞・作曲・編曲は、篠崎あやと。
「Asterism⁂」
ROCK DOWNによる第11話、第12話オープニングテーマ。作詞・作曲・編曲は、INN。
「Follow Me」
眞宮孝明（新垣樽助）による 第1話エンディングテーマ。作詞・作曲・編曲は橘亮祐と篠崎あやと。
「Blinding lights」
吉良凰香（小林裕介）による 第2話エンディングテーマ。作詞・作曲・編曲は鈴木匠。
「エフバラード」
小野田翔（菊池幸利）による 第3話エンディングテーマ。作詞・作曲・編曲はKuboty。
「Passion Groove!」
久慈川悠人（長谷川芳明）による 第4話エンディングテーマ。作詞は川住かつお、作曲・編曲は星雄一郎。
「シアワセノカタチ」
築二葉（白井悠介）による 第5話エンディングテーマ。作詞は金井政人、作曲・編曲はKuboty。
「Escape」
築一紗（山中真尋）による 第6話エンディングテーマ。作詞・作曲・編曲は橘亮祐と篠崎あやと。
「Illusion×Kiss」
天羽怜司（佐藤拓也）による 第7話エンディングテーマ。作詞は江幡育子、作曲・編曲は星雄一郎。
「Stay」
立花歩（坂泰斗）による 第8話エンディングテーマ。作詞・作曲・編曲はLeeep。
「Smile again」
大山直助（笹翼）による 第9話エンディングテーマ。作詞・作曲・編曲はKuboty。
「Lucida」
白瀬優馬（堀江瞬）による 第10話エンディングテーマ。作詞・作曲・編曲は篠崎あやと と橘亮祐。
「ダイジョーブ」
名積ルカ（河本啓佑）による 第11話エンディングテーマ。作詞・作曲・編曲はKuboty。
「花の誇り」
大黒岳（増元拓也）による 第12話エンディングテーマ。作詞・作曲・編曲は はまたけし。
「I can't stop dancing!」
VAZZY & ROCK DOWNによる 第13話エンディングテーマ。作詞・作曲・編曲は篠崎あやと と橘亮祐。
「運命を越える”Venga”」
SolidSによる 第7話挿入歌。作詞・作曲・編曲は滝沢章。
「月花神楽 -牡丹-」
ROCK DOWNによる 第12話挿入歌。作詞は江幡育子、作曲はADANYMOUS、編曲は磯江俊道。

#### 各話リスト（バズアニ）
| 話数 | サブタイトル  | 脚本       | 絵コンテ          | 演出       | 作画監督                                                                            | 総作画監督                   | 初放送日       |
| ---- | ------------- | ---------- | ----------------- | ---------- | ----------------------------------------------------------------------------------- | ---------------------------- | -------------- |
| #01  | Joyous・前    | 松田恵里子 | 高本宣弘          | 高本宣弘   | 上原史也 手島典子 薮田裕希                                                          | 原田峰文 花井柚都子          | 2022年 10月5日 |
| #02  | Joyous・後    | 松田恵里子 | 小林一三          | 前園文夫   | 白鳥弘公 稲葉栄                                                                     | 原田峰文 花井柚都子          | 10月12日       |
| #03  | Effulgent・前 | 恵村まお   | Royden B          | 水ト惣検   | 上原史也 手島典子 薮田裕希 梶浦紳一郎                                               | 原田峰文 花井柚都子          | 10月19日       |
| #04  | Effulgent・後 | 恵村まお   | まつぞのひろし    | 吉田俊司   | 上原史也 手島典子 薮田裕希 梶浦紳一郎                                               | 原田峰文 花井柚都子          | 10月26日       |
| #05  | Wonder・前    | 松田恵里子 | 小林一三          | 前園文夫   | 白鳥弘公 稲葉栄 小林一三 永田有香                                                   | 原田峰文 花井柚都子 上原史也 | 11月2日        |
| #06  | Wonder・後    | 松田恵里子 | 渡部穏寛          | 小美野雅彦 | 石田可奈 シノミン 中山みゆき 二宮奈那子 Kang Hyeon-guk Kim Min-ja Shin Eun-a 葉宇静 | 原田峰文 花井柚都子 上原史也 | 11月9日        |
| #07  | Enchant・前   | 恵村まお   | 高橋雅之          | 水ト惣検   | 手島典子 薮田裕希 梶浦紳一郎                                                        | 原田峰文 花井柚都子 上原史也 | 11月16日       |
| #08  | Enchant・後   | 恵村まお   | まつぞのひろし    | 藪内悠     | 李望斌 飯塚葉子                                                                     | 原田峰文 花井柚都子 上原史也 | 11月23日       |
| #09  | Lucida・前    | 松田恵里子 | Royden B          | 吉田俊司   | 手島典子 薮田裕希 梶浦紳一郎                                                        | 原田峰文 花井柚都子 上原史也 | 11月30日       |
| #10  | Lucida・後    | 松田恵里子 | Royden B          | 西村大樹   | 手島典子 薮田裕希 梶浦紳一郎                                                        | 原田峰文 花井柚都子 上原史也 | 12月7日        |
| #11  | Rival・前     | 恵村まお   | 小林一三          | 小野田雄亮 | 手島典子 薮田裕希 梶浦紳一郎                                                        | 原田峰文 花井柚都子 上原史也 | 12月14日       |
| #12  | Rival・後     | 恵村まお   | 渡部穏寛          | 水ト惣検   | 手島典子 薮田裕希 梶浦紳一郎                                                        | 原田峰文 花井柚都子 上原史也 | 12月21日       |
| #13  | Your Jewelry  | ふじわら   | 小林一三 高橋志歩 | 高本宣弘   | 手島典子 薮田裕希 梶浦紳一郎 星野浩一                                               | 原田峰文 花井柚都子 上原史也 | 12月28日       |

#### 放送局（バズアニ）
| 放送期間                 | 放送時間                     | 放送局       | 対象地域 | 備考      |
| ------------------------ | ---------------------------- | ------------ | -------- | --------- |
| 2022年10月5日 - 12月28日 | 水曜 22:30 - 23:00           | TOKYO MX     | 東京都   |           |
|                          | 水曜 23:00 - 23:30           | BS日テレ     | 日本全域 | BS放送    |
|                          | 水曜 23:30 - 木曜 0:00       | KBS京都      | 京都府   |           |
| 2022年10月6日 - 12月29日 | 木曜 0:00 - 0:30（水曜深夜） | サンテレビ   | 兵庫県   |           |
|                          | 木曜 2:05 - 2:35（水曜深夜） | テレビ愛知   | 愛知県   |           |
| 2022年11月6日 -          | 日曜 23:30 - 月曜 0:00       | アニマックス | 日本全域 | BS/CS放送 |

## 舞台
いずれも「2.5次元ダンスライブ」と呼ばれる、原曲の楽曲を使用しながら演者が歌唱とダンスを行い、観客の応援によって完成される独自の形式をとっている。
以下、各シリーズ名。
- 2.5次元ダンスライブ「ツキウタ。」ステージ（通称：ツキステ。）
- 2.5次元ダンスライブ「SQ」ステージ（通称：S.Q.S、あるいは、スケステ）
- 2.5次元ダンスライブ「ALIVESTAGE」（通称：イブステ）
- 2.5次元ダンスライブ「VAZZROCK STAGE」（通称：バズステ）
- 2.5次元ダンスライブ「ツキウタ。」ステージ Girl's Side MEGASTA（通称：メガステ）

これらは、2.5次元ダンスライブ「ツキプロステージ」シリーズ（通称：プロステ）と公式から総称されている。この他に各シリーズとの合同舞台として、2.5次元ダンスライブ TSUKIPRO STAGEも公演された。

### 2.5次元ダンスライブ「ツキウタ。」ステージ
2016年より開始。通称「ツキステ。」。 「ツキウタ。」シリーズのSix GravityとProcellarumを中心とした公演。2.5次元ダンスライブとして公演された初のシリーズ。

### 2.5次元ダンスライブ「SQ」ステージ
2018年より開始。通称「S.Q.S」、「スケステ」。SQシリーズがモチーフで、公演内容はSolidSを中心とした「Ver.RED」とQUELLを中心とした「Ver.BLUE」に分けられる。

### 2.5次元ダンスライブ「ALIVESTAGE」
2019年より開始。通称「イブステ」。ALIVEシリーズの舞台化作品であるが、Episode 1ではGrowthが中心となり、Episode 2からはSOARAも合流し、公演内容はSOARAを中心とした「青公演」とGrowthを中心とした「緑公演」に分けられる。Episode1〜3の全公演にも出演しているZIXを主演とした公演も外伝として行われた（なお、Episode4は出演がなく、Episode5から再び出演している）。

### 2.5次元ダンスライブ TSUKIPRO STAGE
2020年に開催。ツキウタ。のツキステ。からのSix GravityとProcellarumと、ALIVESTAGEのGrowthとSOARAとZIXによる合同舞台。初演からの継続キャストに加え同グループやS.Q.SのSolidSとQUELLから新規のキャストも出演するEpisode2「月野奇譚 太極伝奇 -金蘭之契-」も予定されていたが全公演中止になっている。

#### 演目（TSUKIPRO STAGE）
- キソセカイステージ：eins『ソラヲワタルカゼ』（2020年12月19日 - 20日[注 2][22]、全4公演、TACHIKAWA STAGE GARDEN（無観客公演配信のみ））

#### スタッフ（TSUKIPRO STAGE）
- 原作・脚本：ふじわら
- キャラクター原案「ツキウタ。」シリーズ：じく
- キャラクター原案「ALIVE」シリーズ：志島とひろ
- 演出：鄭光誠（VACAR ENTERTAINMENT）
- 衣裳：西田さゆり
- ヘアメイク「ツキステ。」：成谷充未
- ヘアメイク「イブステ」：西村裕司（earch）、杉田智子
- 企画・制作：プロステ製作委員会（ムービック／サンライズプロモーション東京／Planet Kids Entertainment）
- 共催：一般社団法人 立飛教育文化振興会

#### 主なキャスト（TSUKIPRO STAGE）
- ツキステ。
  - Six Gravity
    - 睦月始 - 縣豪紀
    - 卯月新 - 中島礼貴
    - 師走駆 - 澤邊寧央
    - 如月恋 - 鈴木遥太

  - Procellarum
    - 霜月隼 - TAKA(CUBERS)
    - 文月海 - 平井雄基
    - 葉月陽 - 栗田学武
    - 長月夜 - 秋葉友佑
    - 水無月涙 - 佐藤友咲
- イブステ 
  - SOARA
    - 大原空 - 堀田竜成　※降板
    - 在原守人 - 石渡真修　※降板
    - 神楽坂宗司 - 吉田知央
    - 宗像廉 - 植田慎一郎
    - 七瀬望 - 渡邉響　※降板

  - Growth
    - 衛藤昂輝 - 塩澤英真
    - 八重樫剣介 - 石川翔
    - 藤村衛 - 岩佐祐樹

  - ZIX
    - 須貝誠 - 五十嵐拓人
    - 菱田満 - 山根理輝

#### その他キャストとダンサー（TSUKIPRO STAGE）
- 舞台オリジナルキャラクター
  - 雷火公ゲオルク - クラウス
  - バルダザール・ド・ユーベル - 鈴木翔音
  - 大蔵正義 - 倉貫匡弘
  - ゼッケン - 大森翔吾
- アンサンブル - ZiZi、乗井洋輔、相澤光、吉本裕太、小林諒大、馬場秀和、小松翔、河合拳士朗
- ダンサー - 木下流声、TAIKI、だいき、ダイチ、五十嵐誠仁、徳留達也

### 2.5次元ダンスライブ「VAZZROCK STAGE」
2021年より開始。通称「バズステ」。VAZZROCKシリーズがモチーフで、公演内容はVAZZYを中心とした「VAZZY公演」とROCKDOWNを中心とした「ROCKDOWN公演」にわかれている。
他のツキノ芸能プロダクションの舞台作品でもそうであるものが多いように公演ごとにダンスライブのセットリストが異なる。

#### 演目（「VAZZROCK」ステージ）
- Episode1 「0 Carat（ゼロカラット）」（2021年7月1日 - 7月11日、全22公演、CBGKシブゲキ!!）[23][24]
- Episode2 「ペトリコール・ノスタルジー」（2022年10月6日 - 10月16日[注 3][25]、全16公演、ニッショーホール）
- Episode3 「僕と君との猫ノート」（2024年3月28日 - 4月7日、全21公演、CBGKシブゲキ!!）[26]

#### スタッフ（「VAZZROCK」ステージ）
- 原作・脚本：ふじわら（ムービック）[注 4]
- キャラクター原案：夏生
- 演出
  - 野元準也（Planet Kids Entertainment）（1）
  - 田中彪（T-gene）（2）
  - 三貝豪（Planet Kids Entertainment）（3）
- 振付：濱本和真
- 衣裳：市原昌顕
- ヘアメイク：KEN(RIM)（1 - 2）、YUKA(RIM)（1 - 3）
- 企画・制作：ムービック／Planet Kids Entertainment

#### 主なキャスト（「VAZZROCK」ステージ）
- VAZZY
  - 眞宮孝明 - 坂口実成夢[24][28][29]
  - 吉良凰香 - 鐘ヶ江洸[24][28][29]
  - 築一紗 - 綾切拓也[24][28][29]
  - 築二葉 - 松波優輝[24][28][29]
  - 大山直助 - 川井雅弘[24][28][29]
  - 白瀬優馬 - 徳井太一[24][28][29]

- ROCKDOWN
  - 小野田翔 - 三橋かおる[24][28][29]
  - 久慈川悠人 - 藤林泰也（3では声の出演）[24][28][29]
  - 天羽玲司 - 田中晃平[24][28][29]
  - 立花歩 - 佐藤愛斗[24][28][29]
  - 大黒岳 - 木村優良[24][28][29]
  - 名積ルカ - きたつとむ[24][29]（1）

#### その他キャストとダンサー「VAZZROCK」ステージ
Episode 1「0 Carat（ゼロカラット）」
- 舞台オリジナルキャラクター
  - 原田直樹 - 新澤明日[30]
  - 柳井匡史 - 坂本直季[30]

Episode2「ペトリコール・ノスタルジー」
- 舞台オリジナルキャラクター
  - 小塚優 - 森田陽大[31]
  - 五十鈴広大 - 輝海[31]
  - 岡本光 - 清水玲雄[31]

### 2.5次元ダンスライブ「ツキウタ。」ステージ Girl's Side MEGASTA
2021年より開始。通称「メガステ」。「ツキウタ。」シリーズの女神候補生のFlunaが中心の「花公演」とSeleasが中心の「星公演」にわかれている。

## 実写映画

### 劇場版SOARA
2018年11月に開催されたアニメイトガールズフェスティバルにてSOARAの実写映画化が発表され、同年12月にSOARA5名のキャストが発表された。主題歌・挿入歌は原作のALIVEシリーズやSQシリーズの楽曲を手掛けるじょんが担当している。
- 主なキャスト
  - SOARA
    - 大原空 - 堀田竜成
    - 在原守人 - 石渡真修
    - 神楽坂宗司 - 吉田知央
    - 宗像廉 - 植田慎一郎
    - 七瀬望 - 沢城千春

- スタッフ
  - 監督：伊藤秀隆
  - 脚本、プロデューサー：ふじわら、杉山嘉一
- 主題歌・楽曲提供
  - じょん(滝沢章)

#### 劇場版SOARA LET IT BE-君が君らしくあるように-
シリーズ1作目として2019年10月4日に公開。
当初は池袋HUMAXシネマズでの2週間限定上映の予定であったが、上映期間の延長や上映劇場の追加により4都府県で最長6週間の上映となった。
2020年2月には映画のロケを行った川越市でも上映され、市内のロケ地を巡るスタンプラリーが上映期間限定で開催された。なお、スタンプラリー最後のスタンプは本作で神楽坂宗司役を務めた吉田知央が描いたSOARAの劇場版キャスト5名の似顔絵となっている。
- 友情出演
  - 月野亭マスター - 江口拓也
  - ニュースキャスター - 土岐隼一

#### 劇場版SOARA2 I will.-君が未来を歩くとき-
2021年7月14日に劇場版SOARA2作目となる映画の公開決定が発表された。2021年10月29日に公開。2019年に公開された1作目の1年後が物語の舞台となり、ツキプロ新人発掘オーディションの最終審査に挑むSOARAを描く。
- 友情出演
  - 渡辺ヒロ - 渡邉響
  - 月野亭マスター - 江口拓也
  - Growth
    - 衛藤昂輝 - 塩澤英真、土岐隼一(声の出演)
    - 八重樫剣介 - 石川翔
    - 桜庭涼太 - 橘りょう
    - 藤村衛 - 岩佐祐樹